# Guerras Napoleônicas
As Guerras Napoleônicas (português brasileiro) ou Guerras Napoleónicas (português europeu) foram uma série de conflitos colocando o Império Francês, liderado por Napoleão Bonaparte, contra uma série de alianças de nações europeias. Essas guerras revolucionaram os exércitos e táticas dos países da Europa, com grandes tropas sendo deslocadas para o combate de forma nunca antes vista no continente, acontecendo devido a algumas das primeiras conscrições em massa modernas. Este conflito foi uma continuação direta das chamadas Guerras Revolucionárias, que começaram em 1792 durante a Revolução Francesa. Inicialmente, o poderio da França cresceu exponencialmente, com os exércitos de Napoleão conquistando boa parte da Europa. No total, o imperador francês lutou em mais de sessenta batalhas e perdeu muito poucas, a maioria no fim da sua carreira. O poder francês no continente foi quebrado logo após a desastrosa invasão da Rússia em 1812. Napoleão foi derrotado em 1814 e enviado para o exílio na ilha de Elba, na costa da Itália; ele, contudo, alguns meses mais tarde, conseguiu escapar, marchou em Paris e retomou o poder na França, apenas para ser novamente deposto, em 1815, após a fracassada Batalha de Waterloo. O imperador francês foi novamente exilado, desta vez na distante ilha de Santa Helena, onde viria a morrer em 1821.
O conflito viu uma série de Coalizões anti-Bonapartistas, formadas por diversas nações europeias como o Reino Unido, a Áustria, a Rússia e a Prússia, se erguendo contra o Império Francês. Os franceses, contudo, foram capazes de vencer cinco das sete coalizões que se levantaram contra eles. As primeiras duas aconteceram ainda no contexto das guerras revolucionárias francesas e terminaram como uma vitória da França. Já a terceira, a quarta e a quinta coalizões foram derrotadas por Napoleão com ele já no comando total do país. Estas vitórias deram ao Grande Armée francês e ao seu imperador uma fama de invulnerabilidade, especialmente quando estes marcharam até Moscou, antes de terem que abandonar esta cidade. Com a derrota sofrida na Rússia, em 1812, onde os franceses foram sobrepujados pelo poderoso inverno russo, o exército napoleônico não conseguiu se erguer novamente e se tornou uma sombra do seu antigo poderio. Então a sexta coalizão europeia se levantou novamente contra a França e derrotou Napoleão na decisiva Batalha de Lípsia e depois avançaram sobre o norte e leste da França, marchando em Paris em meados de 1814. No ano seguinte, durante a Guerra da Sétima Coalizão, os franceses foram derrotados, desta vez de forma definitiva, na Batalha de Waterloo. Vitoriosas, as potências europeias começaram a redesenhar o mapa do continente com as fronteiras de antes de 1789, através do Congresso de Viena.
As guerras napoleônicas tiveram um impacto significativo no cenário geopolítico europeu, como na dissolução do Império Romano-Germânico, e fez ascender novas ondas de patriotismo e nacionalismo pelo continente, que ajudaram os processos de reunificação na Alemanha e Itália ao final do século XIX. O outrora poderoso Império Espanhol entrou em rápido declínio após a ocupação francesa, abrindo caminho para revoluções por independência em toda a América espanhola. Assim, o Império Britânico se tornou a maior potência mundial, de forma incontestável, pelas próximas décadas, dando início à chamada Pax Britannica.
Há discórdia entre acadêmicos e historiadores a respeito de quando as guerras revolucionárias francesas terminam e as Guerras Napoleônicas começam de fato. A chegada de Napoleão Bonaparte ao poder na França aconteceu em 9 de novembro de 1799 e em 18 de maio de 1803 a guerra entre franceses e britânicos recomeçou a todo vapor, após um período de curta paz firmada no Tratado de Amiens. Grandes combates pelo continente europeu terminaram após a derrota final de Napoleão em junho de 1815, embora algumas lutas de pequena intensidade ainda estivessem acontecendo. O Tratado de Paris formalmente encerrou as guerras em 20 de novembro de 1815.

## Antecedentes(1789–1802)
Notícias dos acontecimentos da Revolução Francesa de 1789 foram recebidas com grande alarde pelas lideranças políticas nos países pela Europa, o que só piorou quando eles souberam da prisão e execução do rei Luís XVI de França. A primeira tentativa de esmagar a recém-nascida República Francesa veio em 1793 quando o Império Austríaco, o Reino da Sardenha, o Reino de Nápoles, o Reino da Prússia, Espanha e o Reino da Grã-Bretanha formaram a chamada Primeira Coalizão. Os franceses tomaram várias medidas, incluindo conscrições em massa (levée en masse), reformas militares e uma política de guerra total, que acabaram contribuindo para a vitória e sobrevivência da República. Ainda assim, o conflito interno persistiu e se tornou uma guerra civil aberta. A Guerra da Primeira Coalizão terminou quando o jovem general Napoleão Bonaparte derrotou os austríacos na Itália e chegou às portas de Viena, impondo à Áustria o Tratado de Campoformio. Em 1797, apenas a Inglaterra continuava oficialmente em guerra contra a França.
Porém, em 1798, a Segunda Coalizão foi formada contra a França e era composta novamente pela Áustria, Reino Unido, Nápoles, o Império Otomano, os Estados Papais, Portugal, o Império Russo, a Suécia e alguns outros países. Durante a Guerra da Segunda Coalizão, a República Francesa sofria com corrupção e divisões internas sob o governo do Diretório (cinco directeurs que detinham o poder executivo total). A economia francesa estava em frangalhos e não tinha mais os serviços de Lazare Carnot, o ministro da guerra que havia supervisionado as campanhas bem-sucedidas no exterior após uma reforma nas forças armadas na década de 1790. O general Bonaparte, principal arquiteto da vitória contra a primeira coalizão, lançou uma incursão militar no Egito. Na Europa, a França sofria com derrotas e privações. O principal instigador e financiador da guerra era a Inglaterra, velha rival do país.
Bonaparte retornou do Egito em 23 de agosto de 1799 e tomou controle do governo a 9 de novembro do mesmo ano no Golpe de 18 de brumário, que derrubou o Diretório e formou o chamado Consulado, liderado por Napoleão. Sob sua liderança, o exército francês se rearmou e foi reorganizado. Uma força de reserva também foi mobilizada para futuras campanhas além do Reno e na Itália.
Em todas as frentes, os franceses, sob a liderança de Napoleão, começaram a avançar e empurraram os austríacos para longe do seu território e também afastaram a ameaça da Rússia. Na Itália, Bonaparte derrotou os austríacos novamente nas batalhas de Marengo e Hohenlinden em 1800. Derrotada, a Áustria assina o Tratado de Lunéville (9 de fevereiro de 1801). Agora isolado, o Reino Unido foi forçado a assinar o Tratado de Amiens com a França.

### Data de início e nomenclatura
Não há consenso sobre quando as guerras revolucionárias francesas terminaram e as guerras napoleônicas começaram. As datas para o começo do conflito são debatidas entre 9 de novembro de 1799, quando Napoleão tomou o poder no 18 de brumário; ou em 18 de maio de 1803, quando a Grã-Bretanha encerrou o período de paz que firmou com a França. Outra data debatida é 2 de dezembro de 1804, quando Bonaparte se coroou imperador.
Historiadores britânicos se referem ao período quase contínuo de guerras de 1792 a 1815 como a "Grande Guerra Francesa", ou como a fase final da Segunda Guerra dos Cem anos, que teria ido de 1689 a 1815.
Na França, as Guerras Napoleônicas são geralmente integradas com as Guerras Revolucionárias Francesas (Les guerres de la Révolution et de l'Empire).

### Táticas de Napoleão
Napoleão foi, e ainda é, reconhecido por suas vitórias nos campos de batalha. Historiadores e analistas militares há muito tempo estudam seus feitos. Em 2008, Donald Sutherland escreveu:
"A batalha ideal Napoleônica era manipular o inimigo a uma posição infavorável através de manobras e ardis, forçando ele a mandar suas principais forças e reservas para a batalha principal e depois realizar um ataque envolvente com as tropas não comprometidas ou reservas no flanco ou por trás. Tal ataque surpresa ou daria um duro golpe na moral inimiga ou o forçaria a quebrar suas linhas. Ainda assim, a própria impulsividade do inimigo começava o processo onde um pequeno exército francês poderia derrotá-los um a um".
Após 1807, Napoleão criou uma força de artilharia bem armada e altamente móvel. O imperador francês, ao invés de contar com sua infantaria para enfraquecer as linhas inimigas, agora usava artilharia pesada para enfraquecer o inimigo. Uma vez que a posição inimiga estava amaciada, a infantaria e a cavalaria avançavam em peso.

## Prelúdio
O Reino Unido não estava feliz com várias ações tomadas pela França após a assinatura do Tratado de Amiens. Napoleão Bonaparte havia anexado Piemonte e a Ilha de Elba, e se proclamou presidente da República Italiana, um Estado criado pela França. Os franceses também interferiam bastante nos assuntos comerciais britânicos, apesar dos acordos de paz. Paris também reclamava que a Grã-Bretanha ainda dava abrigo a certos indivíduos e não calava a imprensa antifrancesa do país.
A ilha de Malta havia sido capturada pelos britânicos durante a Guerra da Segunda Coalizão e esse assunto foi tratado em um complexo acordo estipulado pelo 10.º artigo do Tratado de Amiens onde a Ordem de São João foi restaurada com uma guarnição napolitana. Contudo, o enfraquecimento da Ordem através do confisco de seus bens na França e Espanha, além de outros atrasos, evitaram que os britânicos pudessem se retirar da ilha nos três meses estipulados pelo tratado.
A República Helvética foi estabelecida pela França quando eles invadiram a Suíça em 1798. Os franceses retiraram suas tropas, mas violentas revoltas aconteceram contra o governo, que muitos suíços viam como centralizado demais. Alarmado, Bonaparte reocupou o país em 1802 e impôs um acordo de mediação. Esta ação causou ultraje na Grã-Bretanha, que protestou afirmando que este ato violava o Tratado de Lunéville. Embora as potências continentais não estivessem preparadas para agir, os britânicos decidiram enviar um agente para ajudar os suíços a obter suprimentos e deu ordens para as suas forças armadas não devolverem a Colônia do Cabo para a Holanda, como eles haviam prometido no Tratado de Amiens. Contudo, a resistência suíça acabou entrando em colapso antes de qualquer mudança significativa nas políticas internacionais e depois de um mês os ingleses decidiram revogar a ordem de não entregar a Colônia do Cabo. Ao mesmo tempo, a Rússia também entrou nas discussões sobre a ilha de Malta. Preocupada com a possibilidade de recomeço das hostilidades quando Bonaparte descobrisse que a Colônia do Cabo não havia sido retida, os britânicos começaram a deliberadamente procrastinar sua evacuação de Malta. Em janeiro de 1803, um artigo oficial do governo francês publicou um relatório de um agente comercial que dizia com quanta facilidade a França havia conquistado o Egito. Os britânicos usaram isso como motivo para exigir algum tipo de satisfação e segurança antes de evacuar Malta, que podia ser usado como rota para o Egito. A França negou qualquer intenção de tentar anexar o Egito e perguntou que tipo de garantias os ingleses precisavam, mas estes não responderam. Ainda não havia um interesse das partes em recomeçar as hostilidades, com o primeiro-ministro Henry Addington afirmando publicamente que a Grã-Bretanha estava em um profundo estado de paz.
No começo de março de 1803, o governo de Addington recebeu a notícia de que a Colônia do Cabo havia sido reocupada pelo Exército Britânico, de acordo com as ordens dadas. No dia 8, novas ordens foram passadas aos militares para se prepararem para uma retaliação francesa, mas a propaganda estatal afirmou falsamente que isso era uma resposta às preparações que os franceses estavam fazendo e que negociações com Paris estavam sendo feitas. Napoleão reagiu repreendendo o embaixador britânico na frente de 200 espectadores a respeito das preparações militares não justificadas do seu país.
O governo do primeiro-ministro inglês, Henry Addington, sabia que haveria uma investigação para saber se o motivo das recentes preparações militares era justificado ou não. Durante o mês de abril ele tentou, sem sucesso, buscar apoio de William Pitt para se blindar de qualquer dano político. Nesse mesmo período, o governo britânico fez um ultimato à França, exigindo a retenção de Malta por pelo menos dez anos, a permanente aquisição da ilha de Lampedusa do Reino da Sicília e a evacuação da Holanda. Em retorno, eles reconheceriam as conquistas territoriais francesas na Itália, se Napoleão se retirasse da Suíça e recompensasse o Reino da Sardenha por suas perdas territoriais. A França ofereceu, em contrapartida, colocar a ilha de Malta em mãos russas, para aliviar as preocupações britânicas, se retirar da Holanda, uma vez que a saída inglesa de Malta estivesse concluída, e formar uma convenção para dar satisfação ao Reino da Grã-Bretanha em outros temas. Porém os britânicos falsamente afirmaram que a Rússia nunca se ofereceu e o seu embaixador deixou Paris. Ainda tentando evitar uma guerra, Bonaparte tentou fazer um acordo secreto com os ingleses onde estes poderiam se manter em Malta se aos franceses fosse permitido ocupar a península de Otranto, em Nápoles. Porém todos os esforços foram infrutíferos e a Inglaterra oficialmente declarou guerra à França em 18 de maio de 1803.
Em 1804, Napoleão foi coroado Imperador dos Franceses, restaurando o poder monárquico na França.

## Guerra entre o Reino Unido e a França(1803–1814)

### Motivações britânicas
Os britânicos terminaram sua paz fraca criada pelo Tratado de Amiens quando declararam guerra à França em maio de 1803. O governo do Reino da Grã-Bretanha estava ficando cada vez mais irritado com Napoleão alterando a ordem política na Europa Ocidental, especialmente na Suíça, na Alemanha, na Itália e na Holanda. O acadêmico Frederick Kagan diz que os britânicos estavam insultados e alarmados com o controle de Napoleão sobre o território suíço. O líder francês falou que os ingleses não tinham nada a dizer a respeito dos acontecimentos na Europa continental e queria interromper a circulação de jornais ingleses que difamavam Napoleão.
A Grã-Bretanha imaginava estar perdendo o controle político e sua hegemonia, além da perda de mercados, e se preocupava que Napoleão iria tentar ameaçar suas colônias fora do continente europeu. O autor Frank McLynn afirma que a decisão britânica de ir à guerra contra a França em 1803 foi uma "mistura de motivações econômicas e neurose nacional — uma ansiedade irracional sobre os motivos e intenções de Napoleão". Contudo, McLynn argumenta que, no longo prazo, a decisão de fazer guerra foi correta, pois as intenções de Napoleão eram hostis e iam de encontro aos interesses britânicos. Além disso, Bonaparte não estava preparado para a guerra naquele momento e era o melhor período para os britânicos irem à ofensiva. A Inglaterra então tomou conta da Malta, se recusando a acatar os termos do Tratado de Amiens.
O maior medo dos britânicos era que Napoleão estaria tomando controle da Europa, tornando o sistema internacional instável e excluindo a Grã-Bretanha do cenário político.
Muitos acadêmicos afirmam que a postura agressiva de Napoleão fez dele inimigo de muitos países e lhe custou aliados. Em 1808 os franceses já estavam em controle de boa parte da Europa continental, mas o conflito constante com a Inglaterra levou a Guerra Peninsular e a Campanha da Rússia, onde muitos afirmam que foram erros de cálculo de Napoleão.
Nunca houve uma tentativa séria de encerrar um conflito por meio de um acordo de paz. O pedido mais relevante foi feito por Charles James Fox, secretário de relações exteriores inglês, em 1806 e terminou em fracasso. Os britânicos queriam reter suas possessões coloniais no exterior e ainda manter Hanôver sob seu controle, e em retorno reconheceriam as conquistas territoriais francesas. Os franceses aceitaram deixar aos ingleses Malta, Colônia do Cabo, Tobago e a Índia Francesa, mas queriam a Sicília em troca da restauração de Hanôver, uma condição que os britânicos recusaram.
Ao contrário dos seus aliados nas Coalizões, o Reino da Grã-Bretanha esteve sempre em guerra contra a França no curso das Guerras Napoleônicas. Protegidas por sua superioridade naval, os britânicos travaram poucas batalhas terrestres contra a França no curso da década, preferindo travar guerra por procuração. O governo britânico gastou enormes quantidades de dinheiro para apoiar outros Estados europeus a guerrearem contra Napoleão, chegando a pagar por exércitos inteiros. Foi dinheiro inglês, por exemplo, que manteve viva a rebelião espanhola na Guerra Peninsular (1808–1814), apoiando os guerrilheiros. Uma força anglo-portuguesa, liderada por Arthur Wellesley, apoiada pelos espanhóis, realizaram uma campanha bem-sucedida por terra para expulsar os franceses da Espanha, dando à Inglaterra a oportunidade de invadir a França pelo sul. Em 1815, o exército britânico venceu as tropas de Napoleão em Waterloo.
Além de algumas pequenas batalhas navais travadas em alguns cantos do império colonial britânico, as guerras napoleônicas tiveram um aspecto global bem menor se comparado com a Guerra dos Sete Anos (1756–1763), que foi o primeiro conflito a ser caracterizado como uma "guerra mundial".

### Guerra econômica
Em resposta ao bloqueio naval imposto pelos ingleses contra a costa francesa iniciado em maio de 1806, Napoleão firmou o Decreto de Berlim, em 21 de novembro do mesmo ano, que iniciou o Bloqueio Continental. O objetivo era isolar a Grã-Bretanha economicamente ao tentar encerrar o seu comércio com o continente. O Reino Unido manteve um exército de 220 000 soldados profissionais no auge das Guerras Napoleônicas, onde apenas metade estavam disponíveis para campanhas, com o resto sendo alocado na Irlanda e em outras possessões coloniais inglesas pelo mundo para garantir sua proteção e que estas próprias não tentassem se rebelar. Cerca de 2,5 milhões de homens serviram nos exércitos napoleônicos (incluindo milícias e guardas nacionais). Muitos destes soldados eram fornecidos pelos países satélites de Napoleão. O maior exército que ele conseguiu mobilizar para uma campanha foi de 685 000 homens para lutar na Rússia (em 1812), sendo que metade desta tropa eram franceses.
A Marinha Real Britânica conseguiu impedir o comércio extracontinental francês — ao atacar navios franceses em alto-mar e até tomando pela força possessões coloniais francesas no exterior — mas não pôde fazer muita coisa com as relações comerciais dentro do continente europeu. Além disso, a França tinha uma população bem maior que a do Reino Unido e também tinha uma agricultura muito maior. Contudo, a Grã-Bretanha tinha os maiores parques industriais da Europa e sua dominância militar nos oceanos garantiu que o país manteria sua riqueza através do comércio marítimo. Isso garantiu que a França não conseguiria manter a Europa sob seu controle pela paz, pois os países de lá sempre precisariam de bens e matérias-primas encontradas fora do continente. Ainda assim, o governo francês acreditava que conseguiria enfraquecer a Inglaterra ao isolá-la do continente e acabar com sua influência econômica na região.

### Financiando o conflito
Um fator importante para o sucesso britânico foi sua habilidade de mobilizar todos os recursos financeiros e industriais da nação para derrotar a França. O Reino da Grã-Bretanha tinha uma população de 16 milhões de pessoas, metade da população francesa (que era de um pouco mais de 30 milhões). Então, com uma população maior, é natural que a França tivesse um exército maior. Contudo, os britânicos compensavam isso ao subsidiar, através de empréstimos, as forças armadas de países como Áustria e Rússia, que tinham pelo menos 450 000 homens em armas em 1813. Pelos termos do tratado Anglo-Russo de 1803, os britânicos pagariam 1,5 milhões de libras por cada 100 000 soldados que a Rússia conseguisse mobilizar.
Mais importante, a produção nacional britânica manteve-se forte e seu setor bem-organizado de negócios canalizava a produção para as necessidades militares. O Reino Unido usou seu poder econômico para expandir a Marinha Real, dobrando o seu número de fragatas e aumentando em 50% o seu inventário de navios de linha, enquanto aumentava o número de marinheiros de 15 000 para 133 000 em oito anos após o começo das guerras contra a França em 1793. Os franceses, enquanto isso, viram sua marinha ser reduzida pela metade.
O Bloqueio Continental, que visava isolar a Inglaterra economicamente do restante do continente europeu, acabou fracassando devido à corrupção, contrabando e da dificuldade de impor tal bloqueio a todos os portos da Europa continental. No final, a economia britânica sofreu pouco. Os subsídios britânicos à Rússia e à Áustria mantiveram estes países na guerra. O orçamento do governo britânico em 1814 chegou a 66 milhões de libras, incluindo 10 milhões para a marinha de guerra, 40 milhões para o exército, 10 milhões em empréstimos aos aliados e 38 milhões em juros da dívida nacional. De fato, a dívida pública subiu para 679 milhões, o dobro do PIB nacional na época. Fundos vinham de investidores privados e impostos sobre os cidadãos. Um imposto que viu um acentuado crescimento foi o de terras e sobre novas rendas. O custo total da guerra foi estipulado em 831 milhões de libras. Em contraste, o sistema financeiro francês era inadequado e Napoleão se viu forçado a adquirir fundos e requisições nas novas terras conquistadas.

## Guerra da Terceira Coalizão (1803)

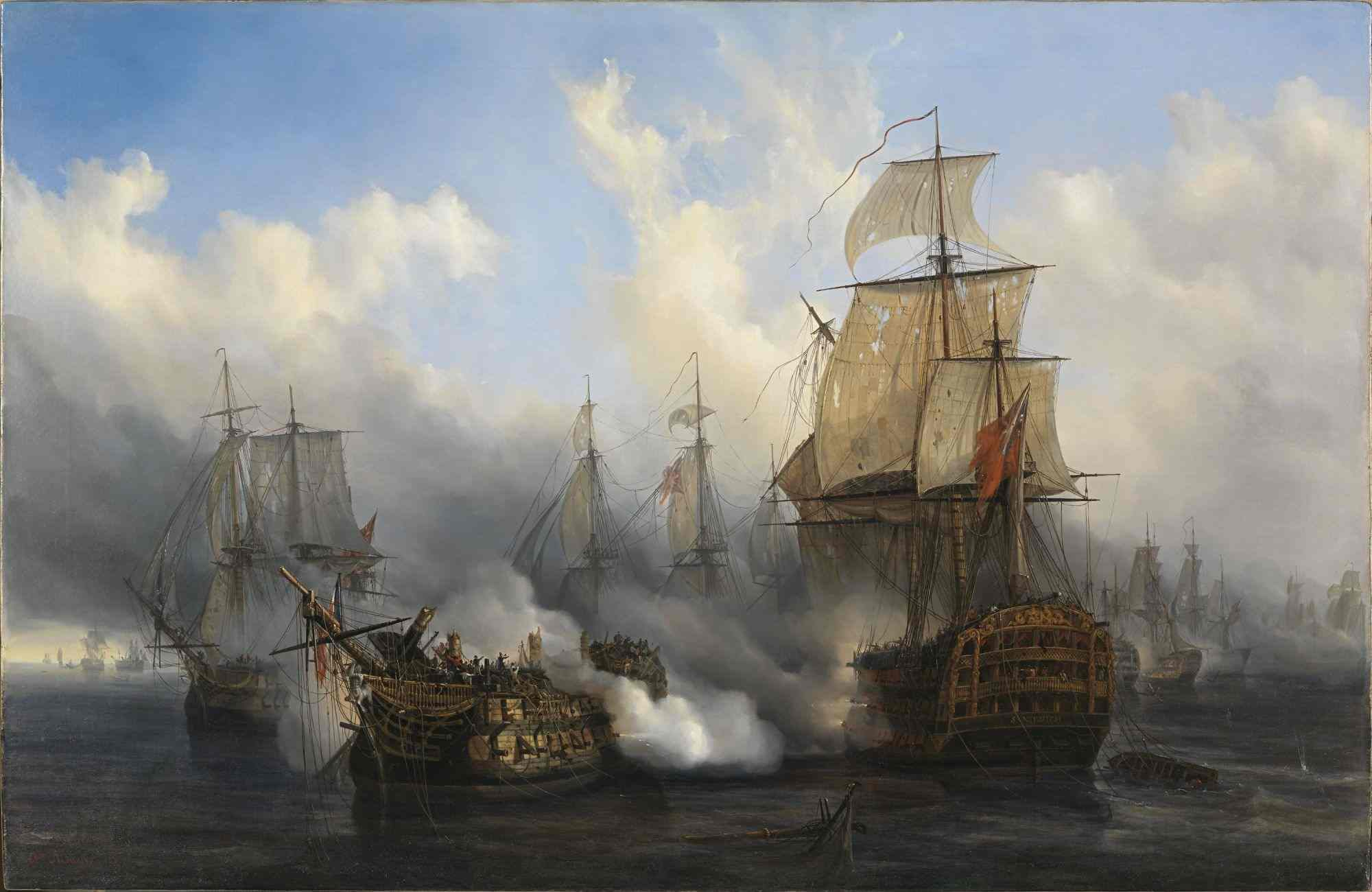
O navio britânico HMS Sandwich disparando contra o navio-almirante francês Bucentaure durante a Batalha de Trafalgar. O Bucentaure também aparece lutando contra o HMS Victory e o HMS Temeraire. Na verdade, o HMS Sandwich não lutou em Trafalgar e sua presença nela foi um erro por parte do pintor Auguste Mayer, autor desta famosa imagem.

Em 1803, o Reino Unido reuniu seus aliados pelo continente para formar a Terceira Coalizão contra a França. Em resposta, Napoleão contemplou invadir a Grã-Bretanha e reuniu um efetivo de 200 000 homens na cidade de Bolonha para a operação. Contudo, antes que ele pudesse autorizar uma invasão, era preciso conquistar superioridade naval ou pelo menos afastar a esquadra britânica do Canal Inglês. Um complexo plano para distrair a marinha inglesa foi feito ao ameaçar as possessões coloniais britânicas nas Índias Ocidentais, mas fracassou quando a frota Franco-espanhola, sob comando do almirante Villeneuve, foi forçada a recuar após a malsucedida batalha de Cabo Finisterra, a 22 de julho de 1805. A marinha britânica então bloqueou Villeneuve em Cádiz, na costa de Andaluzia (sul da Espanha), até ele partir para Nápoles em 19 de outubro. Por fim, a esquadra combinada da marinha francesa foi derrotada na decisiva batalha de Trafalgar, em 21 de outubro. O comandante da frota britânica, o almirante Horatio Nelson, morreu no combate. Napoleão então não veria outra oportunidade de desafiar o poderio inglês no mar, nem ameaçaria mais uma invasão das ilhas britânicas. Ele então voltou sua atenção para os inimigos no continente, que naquela altura estavam se mobilizando contra ele.

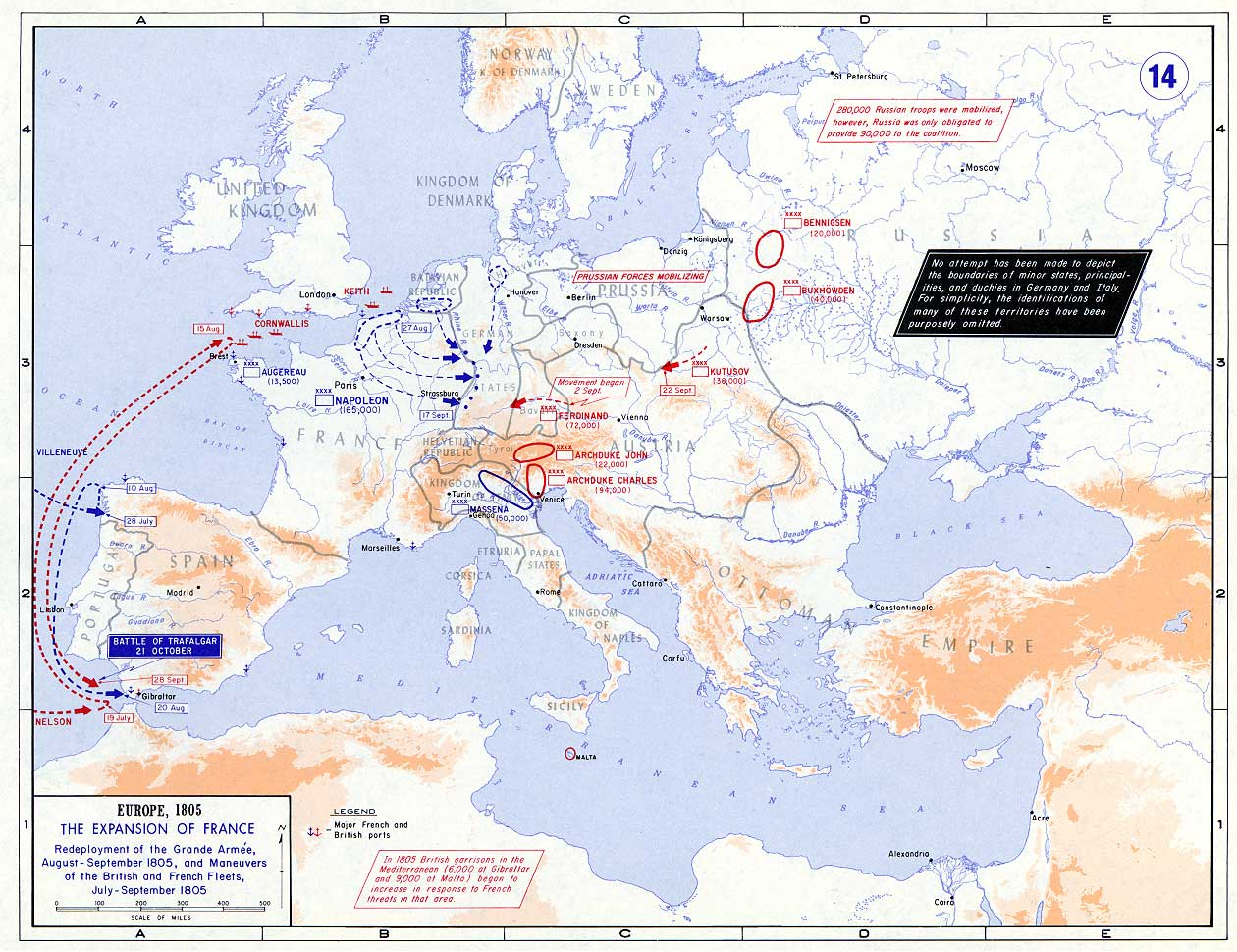
Situação estratégica na Europa em 1805 antes da Guerra da Terceira Coalizão.

Em abril de 1805, a Rússia e o Reino Unido assinaram um tratado que visava remover a França da República Batava (atual Holanda) e da Confederação Suíça. A Áustria se juntou à aliança após a anexação da cidade de Gênova pelos franceses e a proclamação de Napoleão como Rei da Itália em 17 de março de 1805. A Suécia, que já havia concordado em emprestar a região da Pomerânia sueca como base militar para que as tropas britânicas atacassem a França, se juntou à coalizão em 9 de agosto.
Os austríacos foram os primeiros a partir para a ofensiva na guerra ao invadir a Baviera com um exército de 70 000 homens sob comando de Karl Mack von Leiberich. Napoleão então moveu seu exército, que estava estacionado na Bolonha, para confrontar os austríacos. Em Ulm (25 de setembro–20 de outubro) Napoleão cercou as forças de Leiberich e forçou sua rendição, sofrendo pouquíssimas baixas no processo. Com o principal exército austríaco ao norte dos Alpes derrotado, os franceses marcharam em Viena. Então, afastado de suas linhas de suprimento, Napoleão teve que enfrentar agora uma força austro-russa comandado pelo marechal Mikhail Kutuzov, acompanhado pelo imperador russo Alexandre I em pessoa. A 2 de dezembro, ele esmagou essa tropa, nas cercanias de Morávia, na Batalha de Austerlitz. Mesmo em menor número, Bonaparte infligiu cerca de 36 000 baixas ao inimigo (entre mortos, feridos e capturados), sofrendo apenas 9 000 dentre a sua própria tropa.

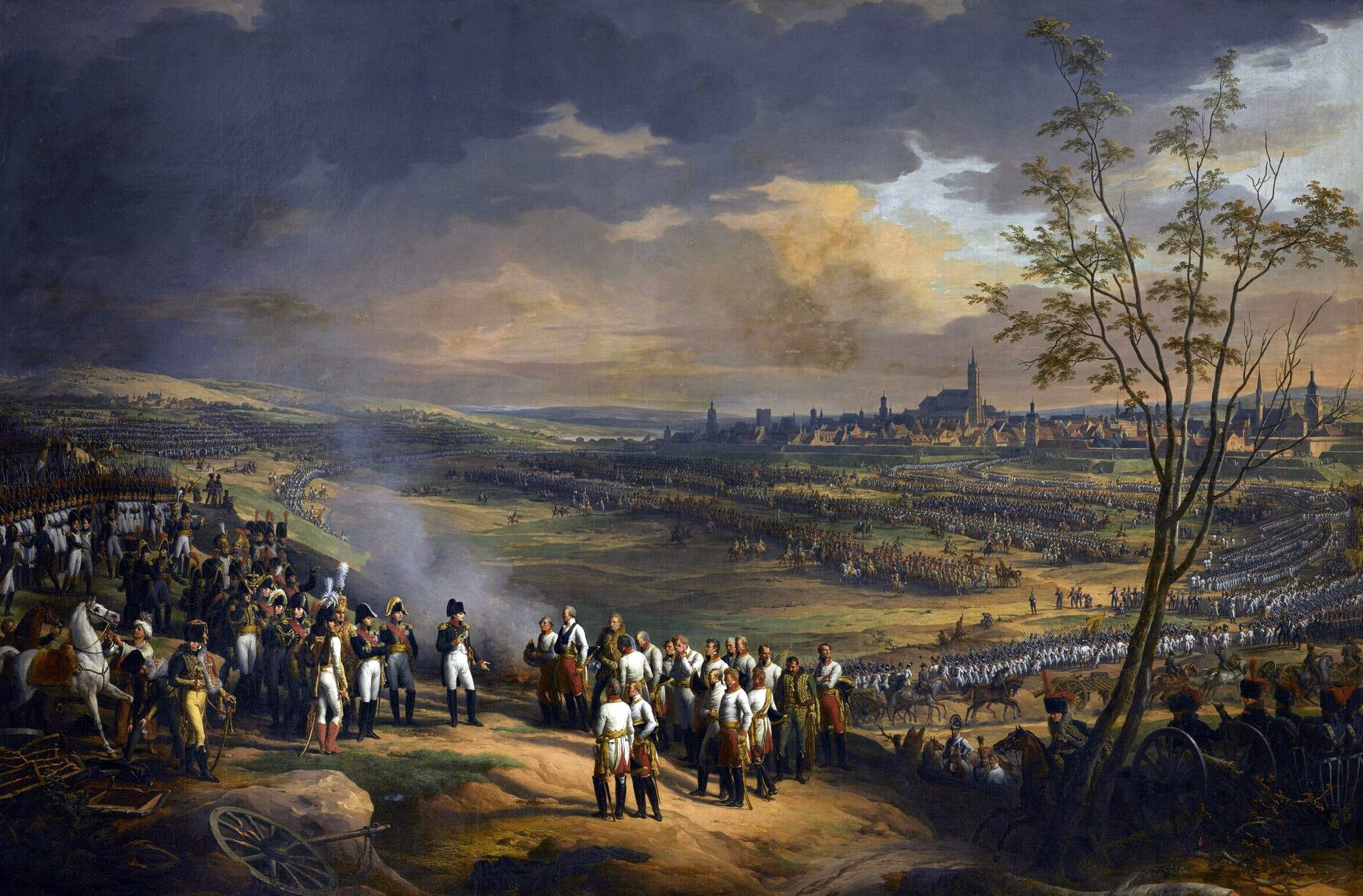
A rendição da cidade de Ulm aos franceses, em outubro de 1805.

Derrotada, a Áustria não teve escolha se não sair da Coalizão e buscar a paz com a França. A 26 de dezembro de 1805 foi firmado o Tratado de Presburgo, que forçou os austríacos a ceder a região de Vêneto para o Reino de Itália (governado por Napoleão) e Tirol para a Baviera. Com a saída da Áustria da guerra, um impasse apareceu. Napoleão venceu diversas batalhas, mas o poderio completo do exército russo não havia sido testado, com o grosso de suas tropas ainda em seu território. Bonaparte agora tinha comando absoluto da França e havia expandido seu novo império ao conquistar a Bélgica, os Países Baixos, a Suíça e boa parte da Alemanha ocidental e o norte da Itália. Seus apoiadores afirmam que Napoleão pretendia encerrar suas conquistas ali, mas sua mão foi forçada a continuar lutando e ganhar novos territórios para o país a fim garantir a segurança nacional diante de países que se negavam a aceitar os seus feitos. O escritor Esdaille, contudo, discorda e afirma que, ao fim da Terceira Coalizão, as potências europeias estavam dispostas a aceitar Napoleão como ele era. O autor afirma:
"Em 1806, tanto a Rússia quanto o Reino Unido possivelmente estavam ansiosos para fazer paz e eles podiam até concordar com os termos apresentados e deixar intactas as conquistas de Napoleão. Já a Áustria e a Prússia queriam simplesmente serem deixadas em paz. Para firmar uma paz sólida, então, poderia até ser fácil. Mas… Napoleão não estava preparado para fazer concessões".

## Guerra da Quarta Coalizão(1806–1807)

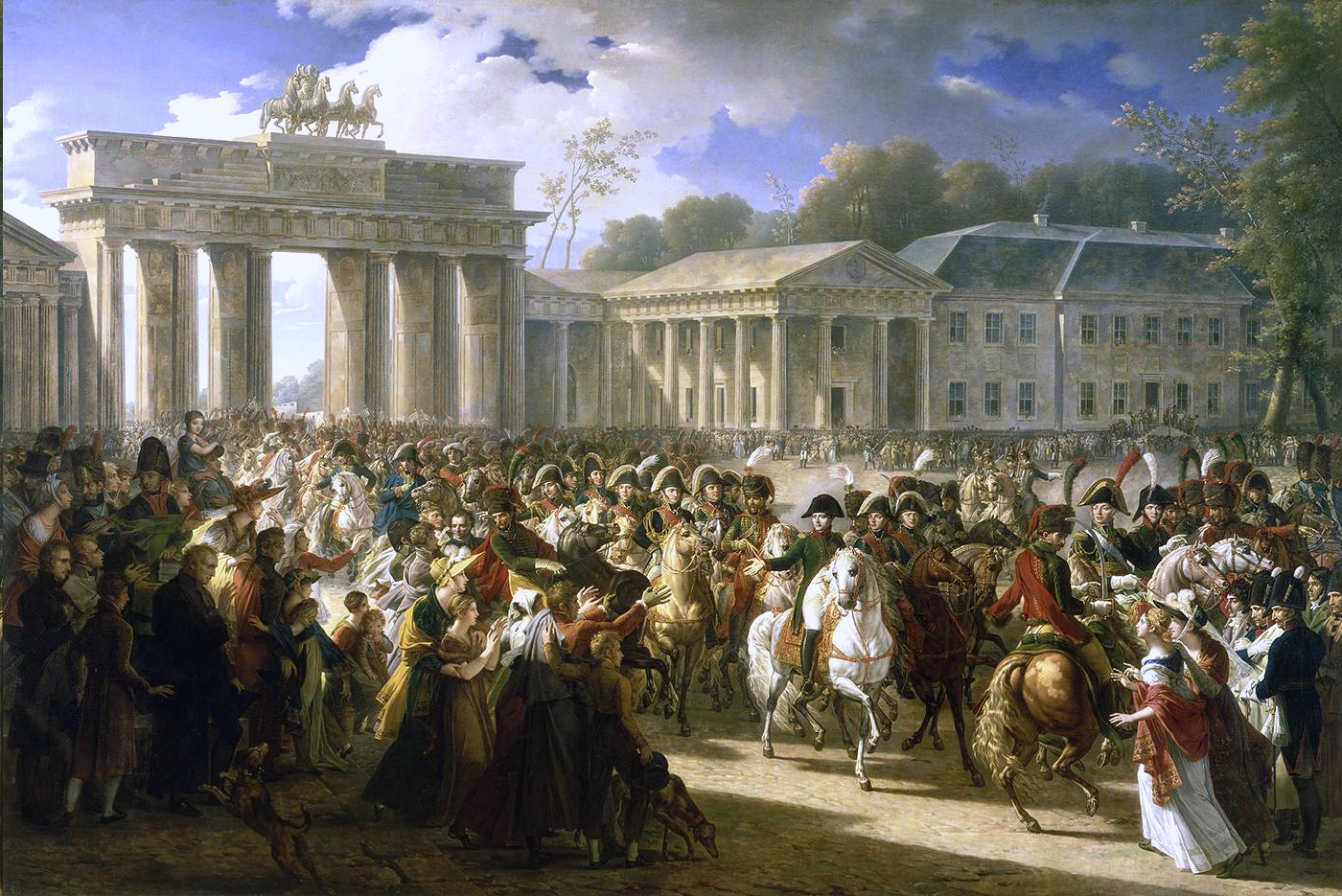
Napoleão em Berlim (Meynier). Após derrotar as forças prussianas em Jena, o exército francês marchou em Berlim em 27 de outubro de 1806.

Quase um ano após o término da Terceira Coalizão contra a França, iniciou-se a Guerra da Quarta Coalizão (1806–1807) formada pelo Reino Unido, Prússia, Rússia, Saxônia e Suécia para, novamente, lutar contra Napoleão. Em julho de 1806, Bonaparte formou a Confederação do Reno que firmou uma aliança entre vários pequenos Estados no coração da Alemanha, na região da Renânia, e no oeste do país. Ele amalgamou muitos pequenos países em um conjunto de ducados e reinos para fazer a governança de países na Alemanha não prussiana mais fácil. Napoleão elevou os governantes dos dois maiores reinos da Confederação, a Saxônia e a Baviera, para os status de rei.
Em agosto de 1806, o rei prussiano, Frederico Guilherme III, decidiu fazer guerra contra a França, independente da ajuda das outras potências. O exército russo, principal aliado da Prússia, em particular, estava longe demais. A 8 de outubro, Napoleão avançou com suas tropas para o leste do Reno e sobre a Prússia. Napoleão pessoalmente derrotou um exército prussiano na Batalha de Jena (14 de outubro de 1806), enquanto o marechal Louis Nicolas Davout também os derrotou na Batalha de Auerstedt no mesmo dia. No auge, cerca de 160 000 soldados franceses participavam da campanha contra a Prússia, usando sua mobilidade para derrotar o inimigo. Os prussianos conseguiam mobilizar até 250 000 soldados, sendo que eles sofreram 25 000 baixas, com outros 150 000 sendo feitos prisioneiros. Pelo menos 4 000 peças de artilharia e 100 000 mosquetes foram capturados. Em Jena, o combate não foi tão significativo. Mas em Auerstädt o grosso do exército prussiano foi destruído. Então, a 27 de outubro de 1806, Napoleão marchou em Berlim. Lá ele visitou a tumba de Frederico, o Grande e ordenou que seus marechais removessem seus chapéus quando entraram na tumba para reverencia-lo.
No total, levou apenas 19 dias para Napoleão subjugar a Prússia e entrar em Berlim. O ponto decisivo da campanha foi a sua vitória nas batalhas de Jena e Auerstädt. A Saxônia decidiu então se afastar dos prussianos e, junto com vários Estados menores alemães, se aliaram de vez à França.

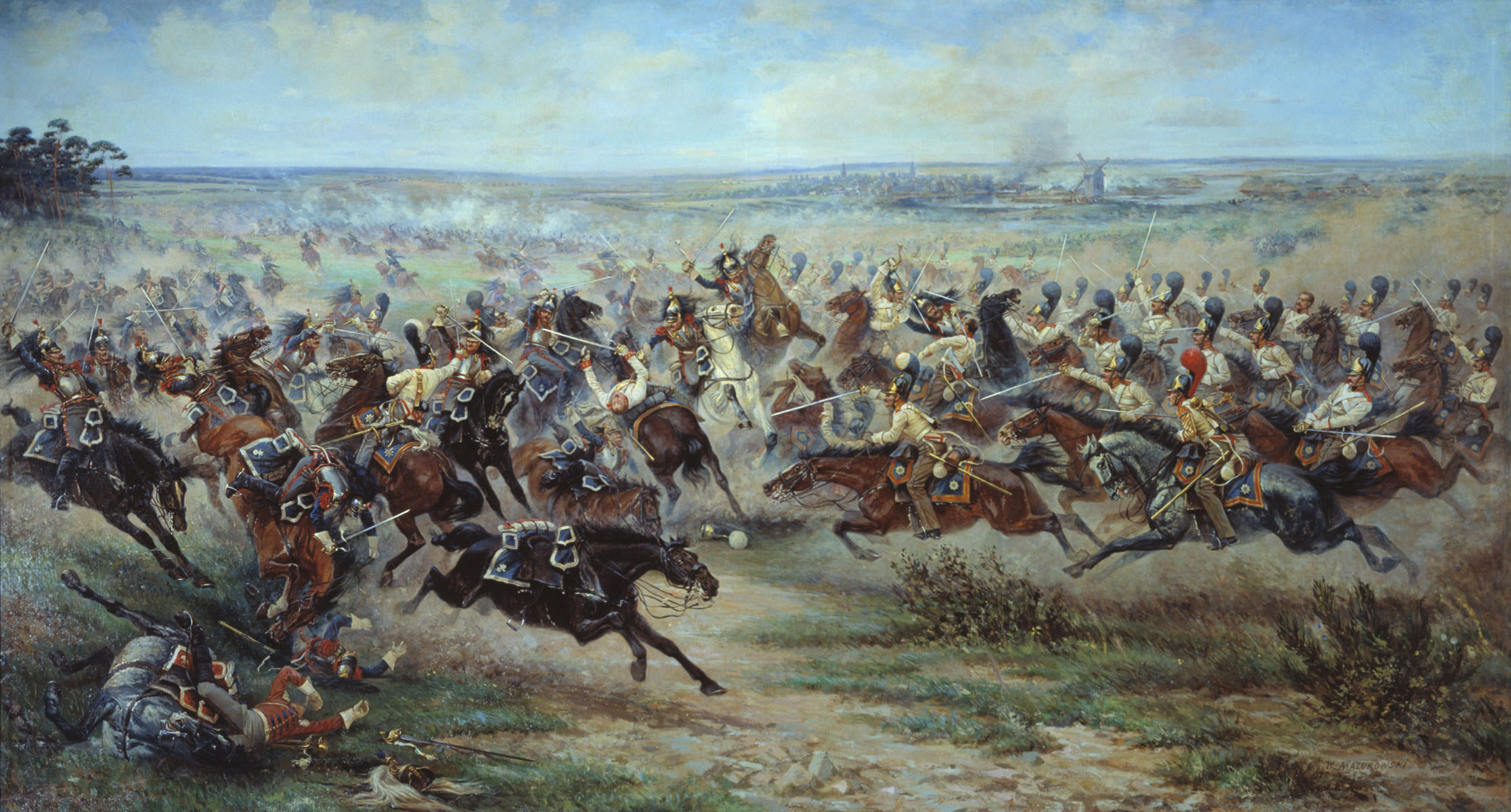
O ataque da Guarda Imperial Russa contra a infantaria francesa na Batalha de Friedland, em 14 de junho de 1807.

No próximo estágio da guerra, os franceses lutaram para forçar os russos para fora da Polônia. Os nacionalistas poloneses imediatamente se levantaram em favor da França. Soldados alemães também ajudaram as tropas de Napoleão, principalmente em cercos militares nas regiões da Silésia e Pomerânia, com assistência também de soldados holandeses e italianos. Napoleão então virou-se para o norte para confrontar o que sobrou das tropas russas e para capturar a capital nova da Prússia em Conisberga. Após uma vitória contestada em Eylau (7–8 de fevereiro de 1807), Bonaparte conseguiu forçar a rendição da cidade de Danzigue após um curto cerco (24 de maio de 1807). Outra vitória contestada veio na Batalha de Heilsberg (10 de junho de 1807), onde forçou os russos a recuar novamente. Uma vitória mais definitiva veio na Batalha de Friedland (14 de junho de 1807), onde conseguiu derrotar o grosso do exército imperial russo. Após esta derrota, o Czar Alexandre I da Rússia decidiu buscar a paz com a França e firmou então o Tratados de Tilsit (7 de julho de 1807). Na Alemanha e na Polônia, novos estados satélites de Napoleão, como o Reino de Vestfália, o Ducado de Varsóvia e a República de Danzigue, foram estabelecidos.
Em setembro de 1807, o marechal Guillaume Brune completou a ocupação da Pomerânia sueca, permitindo ao exército sueco, contudo, fugir com toda a sua munição.
Impossibilitado de invadir a Inglaterra devido à superioridade naval desta, Napoleão impôs o Bloqueio Continental, proibindo os países do continente europeu de comercializarem com o Reino Unido. Os britânicos responderam lançando uma grande ofensiva naval contra o aliado mais fraco da França, a Dinamarca. Apesar de declaradamente neutros, os dinamarqueses eram pressionados pelos franceses e russos para apoiar a frota de Napoleão. Londres não podia simplesmente ignorar a ameaça dinamarquesa. Em novembro de 1807, a marinha real britânica bombardeou a cidade de Copenhague, capturando a frota dinamarquesa, garantindo o fluxo de navios ingleses na região. A Dinamarca não lutou na guerra ao lado da França e agora com a perda de suas bases navais ficou ainda mais irrelevante no conflito.

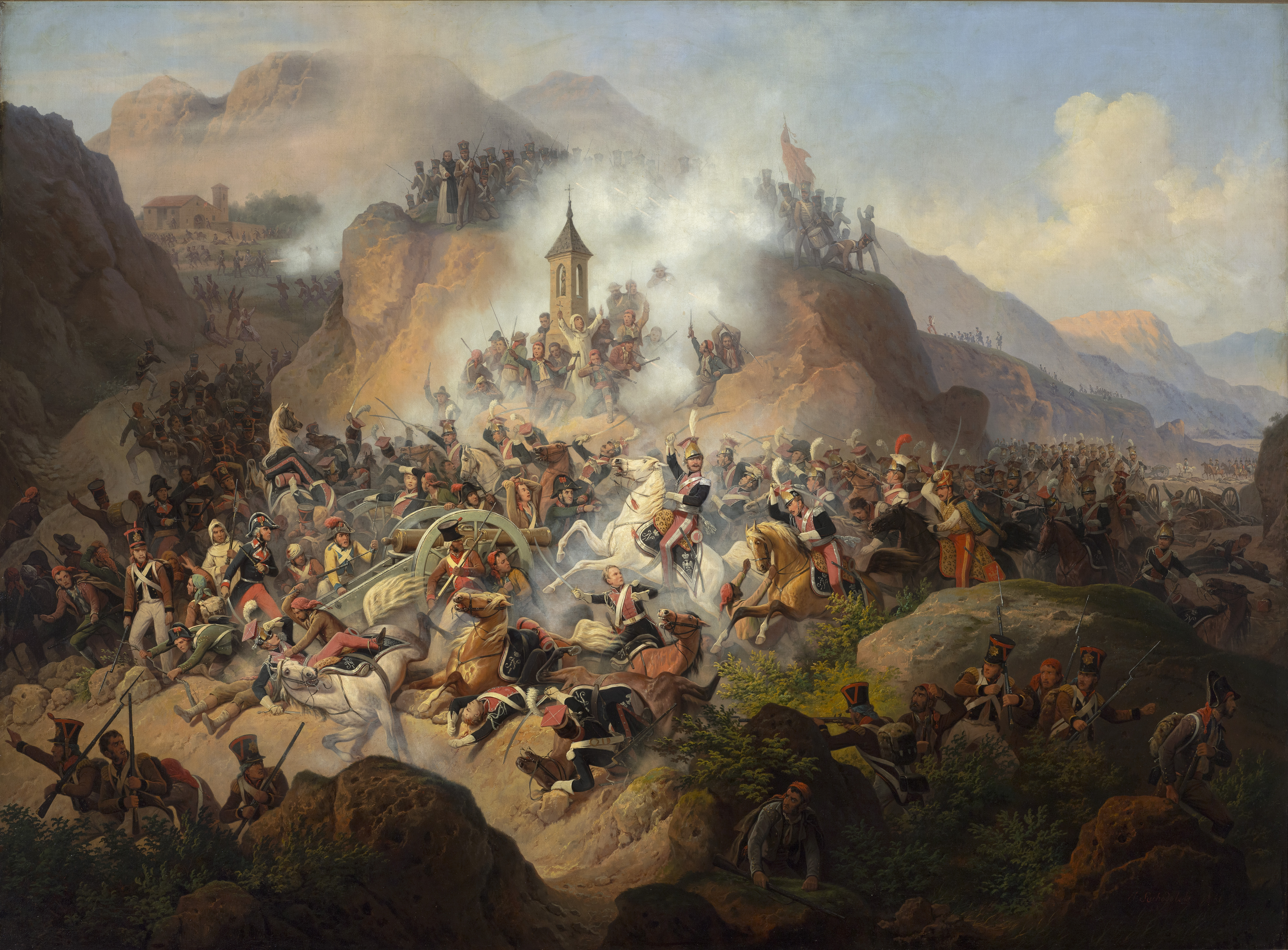
Cavalaria polonesa atacando durante a Batalha de Somosierra, na Espanha, em 1808.

No Congresso de Erfurt (setembro–outubro de 1808), Napoleão e Alexandre I concordaram que a Rússia deveria forçar a Suécia a se unir ao Bloqueio Continental, o que levou a Guerra Finlandesa de 1808–09 e a divisão do território sueco em duas partes no Golfo de Bótnia. A parte leste se tornou o Grão-Ducado da Finlândia, pertencente à Rússia.

### Polônia
Em 1807, Napoleão fortaleceu sua base de poder na Europa oriental. A Polônia sempre fora dividida pelos seus três vizinhos, mas Bonaparte criou o chamado Ducado de Varsóvia, mas este Estado se tornou muito dependente da França. O Ducado incorporava territórios que outrora pertenciam a Áustria e Prússia. Sua população era de 4,3 milhões e em 1814 enviou 200 000 homens para lutar ao lado de Napoleão, incluindo 90 000 que marcharam com ele até Moscou (a maioria não retornou). Os russos fortemente se opuseram a ideia de uma Polônia soberana e independente, e isto foi um dos motivos que levou a França a invadir o Império Russo em 1812. O Ducado polonês foi dissolvido em 1815, após a queda de Napoleão. A Polônia só voltaria a ser um Estado independente em 1918.
A influência de Napoleão no território polonês (assim como em outros territórios ocupados e vizinhos) foi imensa, incluindo a implementação do código napoleônico, a abolição da servidão, e a introdução das burocracias que firmaram a classe média local.

## Guerra da Quinta Coalizão (1809)

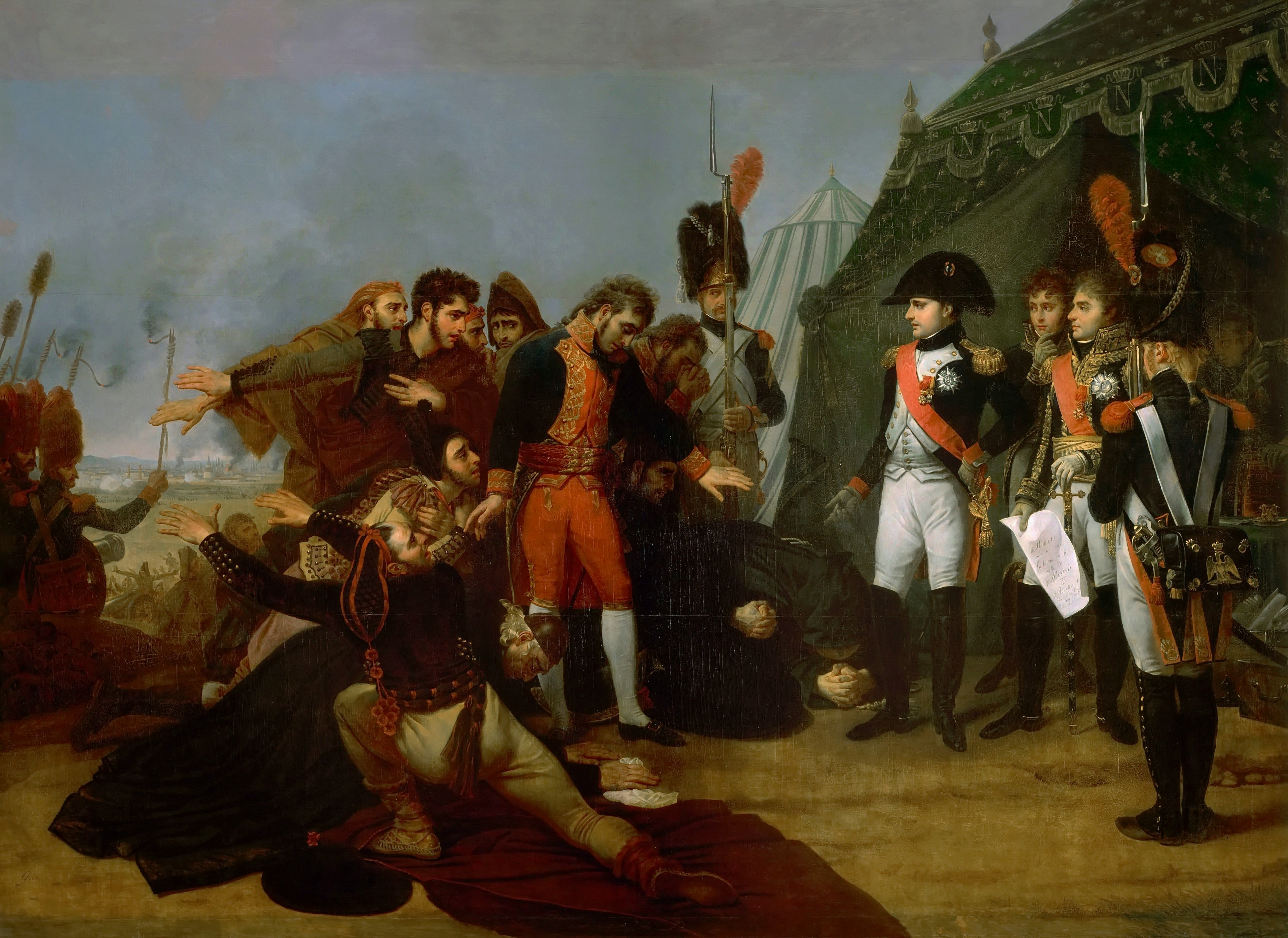
A Rendição de Madri (Gros), 1808. Napoleão entrou na capital espanhola perto do auge da Guerra Peninsular.

A Quinta Coalizão (1809) começou com uma aliança entre o Reino Unido e a Áustria contra a França, enquanto os ingleses instigavam a Guerra Peninsular com Portugal e a Espanha contra as tropas francesas de ocupação. Mais uma vez, os britânicos se tornaram a principal figura do conflito, tomando as maiores ações já que o principal teatro de operações contra Napoleão foi, inicialmente, no mar. A marinha do Reino Unido liderou uma série de operações bem-sucedidas contra os franceses em suas colônias ultramarinas.
Em terra, a guerra da Quinta Coalizão viu menos movimentações militares que as anteriores. Uma delas foi a Expedição de Walcheren de 1809, que envolveu um esforço duplo do exército e marinha do Reino Unido para distrair as forças francesas no leste e aliviar a situação dos austríacos. Esta operação terminou em desastre quando o comandante, John Pitt, falhou em capturar seu objetivo, a base naval francesa na Antuérpia. Durante boa parte da guerra, as operações militares britânicas em terra (com exceção da Península Ibérica) viraram apenas ações isoladas executadas pela Marinha Real, que dominava os mares após ter derrotado boa parte da oposição naval por parte da França e seus aliados, bloqueando seus portos e bases navais e outras fortificações costeiras. Estas ações isoladas visavam interromper o tráfego naval (civil e militar) francês, atrapalhando suas linhas de comunicação e suprimentos. Quando os países da coalizão tentavam lançar expedições perto da costa, a marinha britânica os ajudava pelo mar ou desembarcava tropas e suprimentos para eles.

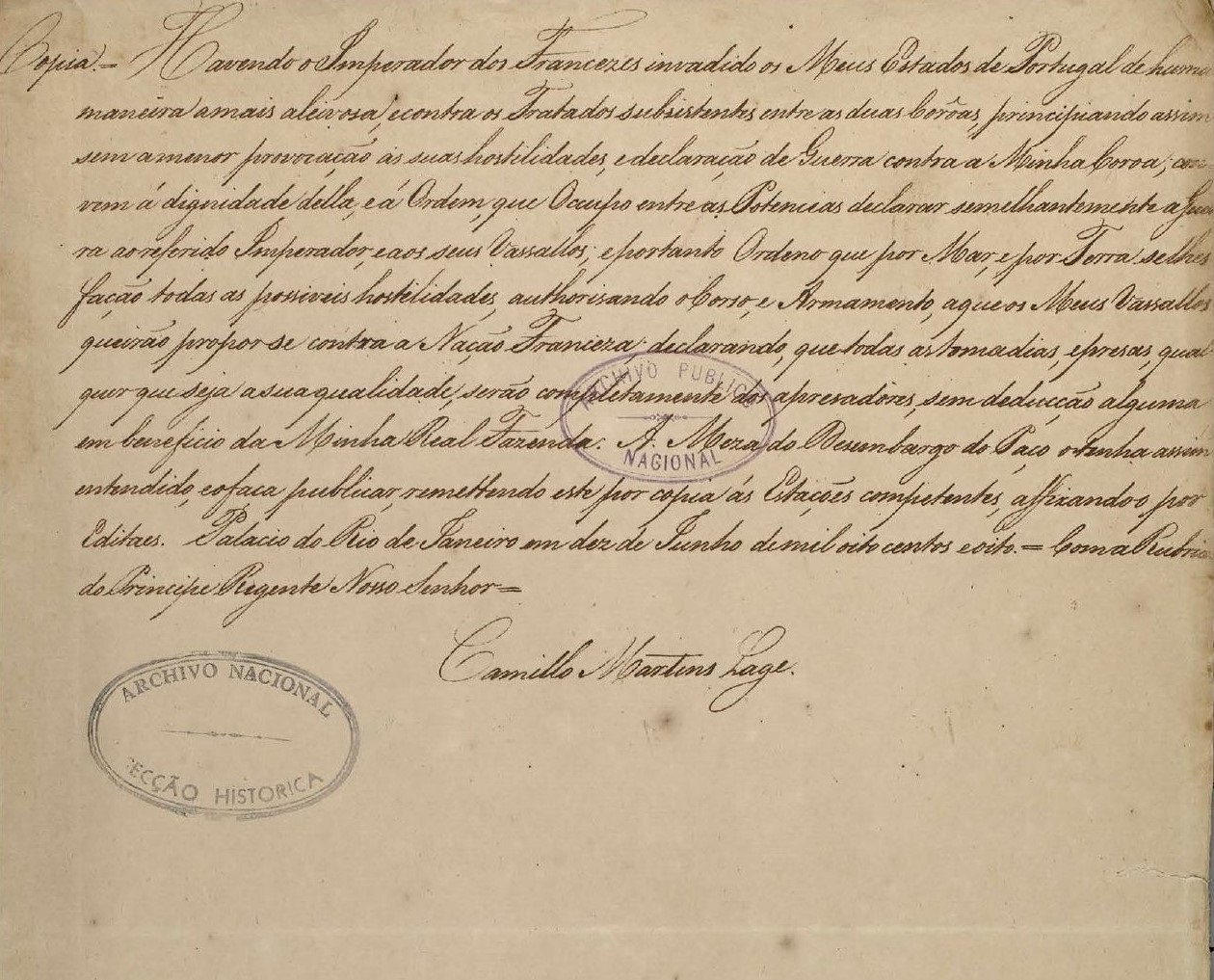
Declaração de guerra feita por D. João a Napoleão Bonaparte e todos os seus vassalos, 1808. Arquivo Nacional.

A guerra econômica continuava com o Bloqueio Continental imposto pela França contra o Reino Unido, proibindo o comércio da Europa com as ilhas britânicas. Devido à falta de suprimentos militares e má organização nos territórios controlados pela França, muitas brechas foram encontradas no bloqueio e muitos líderes em nações dominadas por Napoleão toleravam e até encorajavam o comércio contrabandista com os ingleses. Em termos de danos econômicos à Grã-Bretanha, o bloqueio foi majoritariamente ineficiente. Na verdade, implementá-lo era mais dispendioso para a França. Assim, Napoleão rapidamente percebeu que países como Espanha, Portugal e Rússia abertamente desrespeitavam seu bloqueio e invadi-los seria a única opção. Essas acabaram sendo decisões táticas erradas, pois o custo da ocupação do território espanhol e da ofensiva contra o Império Russo foram astronômicos e comprometeram um elevado número de vidas francesas e de aliados, o que acelerou a derrota de Napoleão.
Ambos os lados lançaram dispendiosas campanhas militares para forçar os seus bloqueios. Os britânicos travaram um conflito contra os Estados Unidos na Guerra anglo-americana (1812–1815), enquanto os franceses travaram a Guerra Peninsular (1808–1814) para manter a Espanha sob controle e impedir o comércio da Península Ibérica com a Inglaterra. O conflito ibérico começou quando Napoleão invadiu Portugal pois estes se recusaram a tomar parte do Bloqueio Continental e continuaram a comercializar com o Reino Unido. Quando o governo espanhol falhou em manter o sistema continental, a tênue aliança entre a França e a Espanha acabou terminando. Tropas francesas avançaram e tomaram grandes porções do país, incluindo a capital Madri, e instalaram um novo rei no poder, o próprio irmão de Napoleão, José Bonaparte. Isso levou à revolta da população local e uma onda de nacionalismo tomou conta da nação. Os britânicos intervieram, apoiando o movimento de guerrilha espanhola contra a ocupação francesa.

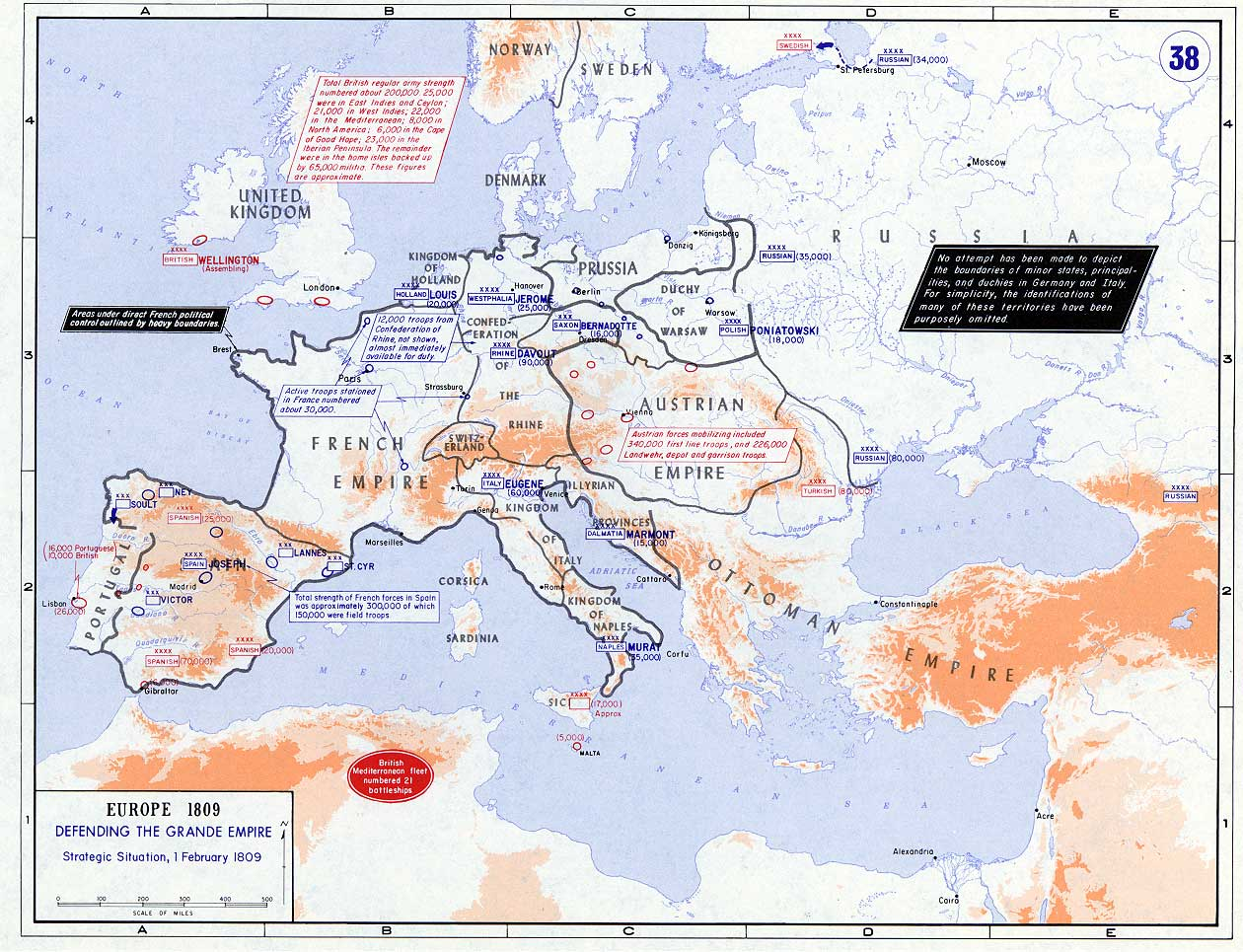
A situação estratégica na Europa em fevereiro de 1809.

A Áustria, que estava em paz com a França, aproveitou-se do fato de que os franceses estavam voltando sua atenção para a Espanha, decidiu reivindicar seu território perdido na Alemanha após sua derrota em Austerlitz (durante a guerra da Terceira Coalizão). O Império Austríaco conseguiu avançar bem inicialmente, já que as tropas do marechal Louis Berthier estavam espalhadas pela frente leste. Napoleão deixou cerca de 170 000 homens sob comando de Berthier para defender toda a Europa Oriental.
Após ver seu exército sofrer diversas derrotas na Espanha, Napoleão decidiu pessoalmente tomar conta da situação e liderou a contra-ofensiva, conquistando algum sucesso. Ele retomou Madri, derrotou o grosso do exército rebelde espanhol e forçou a retirada dos britânicos da Península Ibérica (Batalha de Corunha, 16 de janeiro de 1809). Mas quando Bonaparte partiu, uma campanha de guerrilha contra a ocupação francesa recomeçou em larga escala, terminando em milhares de mortos e forçando Napoleão a deixar para trás uma grande tropa (soldados que seriam úteis em outras frentes). Enquanto isso, o ataque austríaco no leste forçou Napoleão a desviar o olhar das forças britânicas devido à sua necessidade de partir para enfrentar a Áustria no coração da Alemanha. Os britânicos então enviaram Sir Arthur Wellesley com um novo exército para a Espanha, garantindo que a luta na região não parasse.
A guerra na Península Ibérica foi desastrosa para a França. Enquanto Napoleão comandava as tropas pessoalmente, a luta esteve bem. Mas quando ele deixou a Espanha, a situação voltou a desandar e o número de mortos se multiplicou. Bonaparte subestimou a quantidade de tropas que seriam necessárias para manter aquele país sob controle. No final, o território espanhol se tornou um beco sem saída, drenando dinheiro, recursos e soldados da França. O historiador David Gates chamou a Guerra Peninsular de a "Úlcera Espanhola". Uma vez afastado em definitivo do trono da França, Napoleão teria dito: "Aquela malfadada guerra me destruiu… Todas as circunstâncias dos meus desastres estão unidos por aquele fatal nó".
Enquanto isso, os austríacos avançavam sobre o Ducado de Varsóvia (atual Polônia), mas acabaram sendo derrotados na Batalha de Raszyn em 19 de abril de 1809. O exército polonês, aliados dos franceses, tomaram então de volta a Galícia ocidental, após conquistarem mais sucessos.
De volta da campanha na Espanha, Napoleão então tomou controle das tropas no leste e levou seu exército para lançar uma contra-ofensiva ao Império Austríaco. Depois de algumas batalhas de intensidade baixa, os austríacos começam a recuar, abandonando a Baviera. Bonaparte então lançou-se sobre a Áustria. Tentando atravessar rapidamente o rio Danúbio ele enfrentou os austríacos na Batalha de Aspern-Essling (22 de maio de 1809). Os franceses não conquistaram seus objetivos e ambos os lados sofreram pesadas baixas. Mas o comandante austríaco, o arquiduque Carlos, não se aproveitou do cenário favorável e permitiu que Napoleão se reagrupasse. Em julho, o exército imperial francês marchou em Viena novamente. Napoleão então infligiu uma grande derrota aos austríacos na Batalha de Wagram, no começo de julho de 1809. Foi nesta batalha que o marechal francês Carlos Bernadotte foi privado do seu comando quando ele recuou, contrariando as ordens de Napoleão. Um tempo depois, Bernadotte aceitou a oferta de se tornar o príncipe herdeiro da Suécia. Ele mais tarde se tornaria um dos maiores incentivadores dos suecos para se voltar contra os franceses.
A Guerra da Quinta Coalizão terminou com a assinatura do Tratado de Schönbrunn (14 de outubro de 1809). No leste, apenas rebeldes, liderados por Andreas Hofer, na região alemã de Tirol, continuavam a lutar contra os exércitos franco-bávaros até novembro de 1809. Enquanto isso, a guerrilha na Península Ibérica continuava.

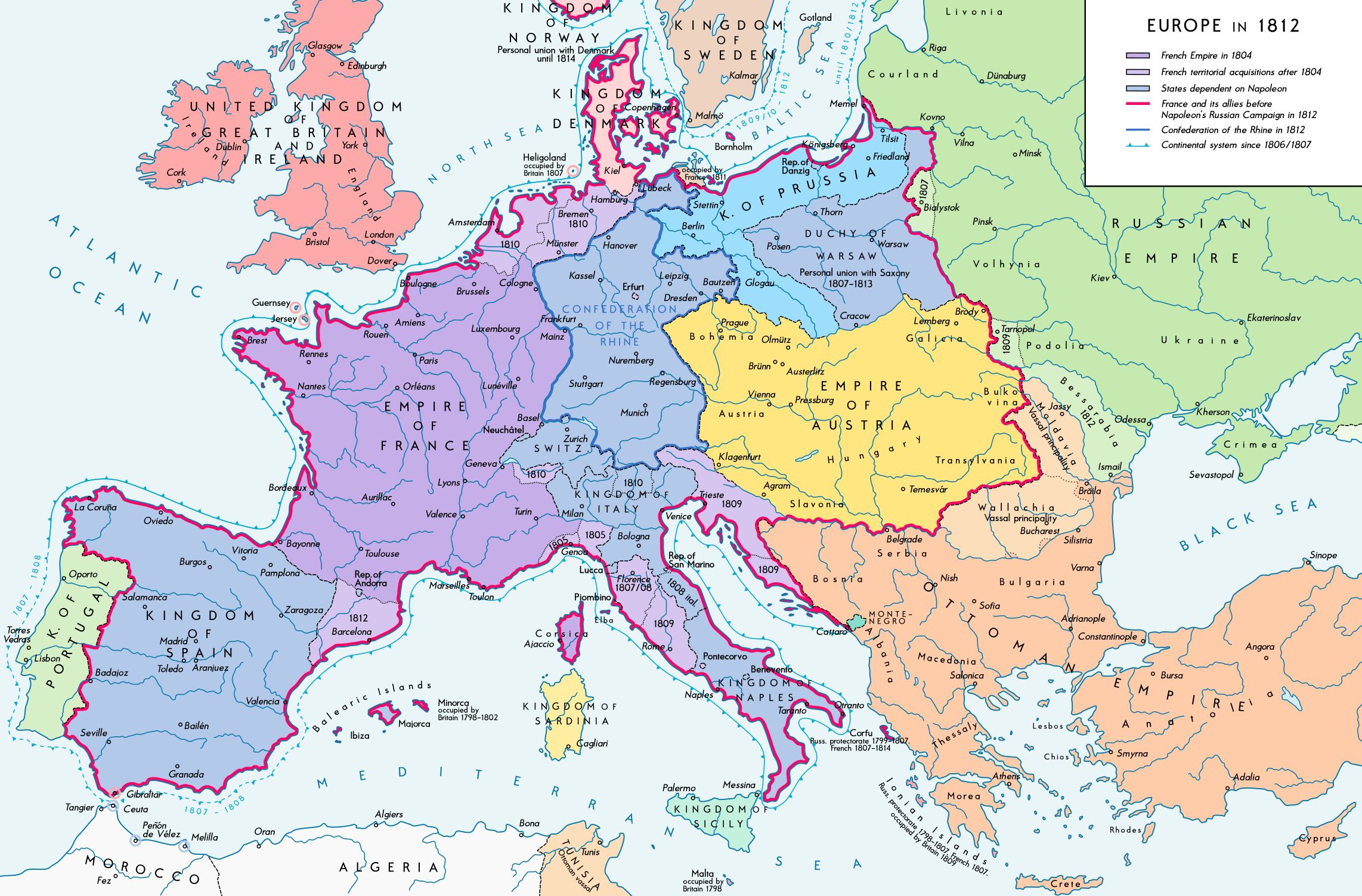
O Império Napoleônico Francês em 1812, atingindo sua extensão territorial máxima.

Em 1811, o Império Francês de Napoleão chegou ao auge de sua extensão territorial. No leste, a Áustria e a Prússia, cansadas de lutar, tiveram de firmar a paz com Bonaparte novamente. No oeste, britânicos e portugueses permaneciam restritos em uma área ao redor de Lisboa (atrás das inexpugnáveis linhas de Torres Vedras) e resistindo no Cerco de Cádis. Na Espanha, a situação ainda não se acalmara, com os rebeldes lutando contra as tropas francesas por todo o território.
Para tentar sedimentar a paz, Napoleão desposou Maria Luísa, uma arquiduquesa austríaca e filha do monarca Francisco I. Bonaparte esperava firmar uma boa aliança com a Áustria, ao mesmo tempo que buscava assegurar sua própria posição como imperador ao gerar um filho e herdeiro (algo que sua primeira esposa, Josefina, não conseguiu). Além do Império Francês, Napoleão controlava a Confederação Suíça, a Confederação do Reno, o Ducado de Varsóvia e o Reino da Itália. Outros territórios aliados da França eram:
- o Reino da Espanha, de forma contestada (governado por José Bonaparte, irmão mais velho de Napoleão);
- o Reino de Vestfália (governado por Jerônimo Bonaparte, irmão mais novo de Napoleão);
- o Reino de Nápoles (governado por Joaquim Murat, marido da irmã de Napoleão, Carolina);
- o Principado de Luca e Piombino (governado por Elisa Bonaparte, irmã de Napoleão, e seu marido Félix Baciocchi);

## Guerras subsidiárias
Os acontecimentos na Europa durante as Guerras Napoleônicas influenciaram conflitos militares e eventos que aconteceram fora do continente, como nas Américas e em outros lugares pelo mundo.

### Guerra de 1812
Ao mesmo tempo que acontecia a Guerra da Sexta Coalizão, apesar de tecnicamente não ser considerada parte das Guerras Napoleônicas, aconteceu também a Guerra de 1812, com os Estados Unidos declarando guerra contra a Grã-Bretanha. Uma das principais causas do conflito entre essas nações foi a constante interferência britânica em assuntos navais americanos, com embarcações dos Estados Unidos sendo atacadas pelos ingleses e seus marinheiros capturados sendo alistados à força na Marinha Real Britânica. Os franceses também interferiram (em um ponto os americanos cogitaram declarar guerra à França por isso). Esta guerra acabou terminando em um impasse militar e não houve mudanças territoriais. A paz entre o Reino Unido e os Estados Unidos foi formalmente acertada no Tratado de Gante de 1815. Naquela altura, Napoleão já estava no seu primeiro exílio em Elba. O efeito maior da Guerra de 1812 no contexto dos conflitos na Europa da época foi que os americanos conseguiram distrair a marinha inglesa o suficiente para dar uma pequena vantagem aos franceses. A compra da Luisiana em 1803, por sua vez, foi pacífica com Napoleão desistindo da ideia de construir um império colonial nas Américas. Ele então tomou a Luisiana dos espanhóis e vendeu a terra para os estadunidenses por 15 milhões de dólares, incluindo 11 milhões em ouro.

### Revoluções na América Latina
Com a abdicação dos reis Carlos IV e Fernando VII e a instalação de José Bonaparte como novo rei da Espanha por Napoleão, guerras civis e revoluções nas Américas acabaram por acontecer. Entre 1808 e 1833, as colônias espanholas no continente latino-americano começaram, uma após a outra, a se separar do Império Espanhol. Enfraquecida pelas questões internas, a Espanha não teve como resistir por muito tempo.

## A invasão francesa da Rússia (1812)

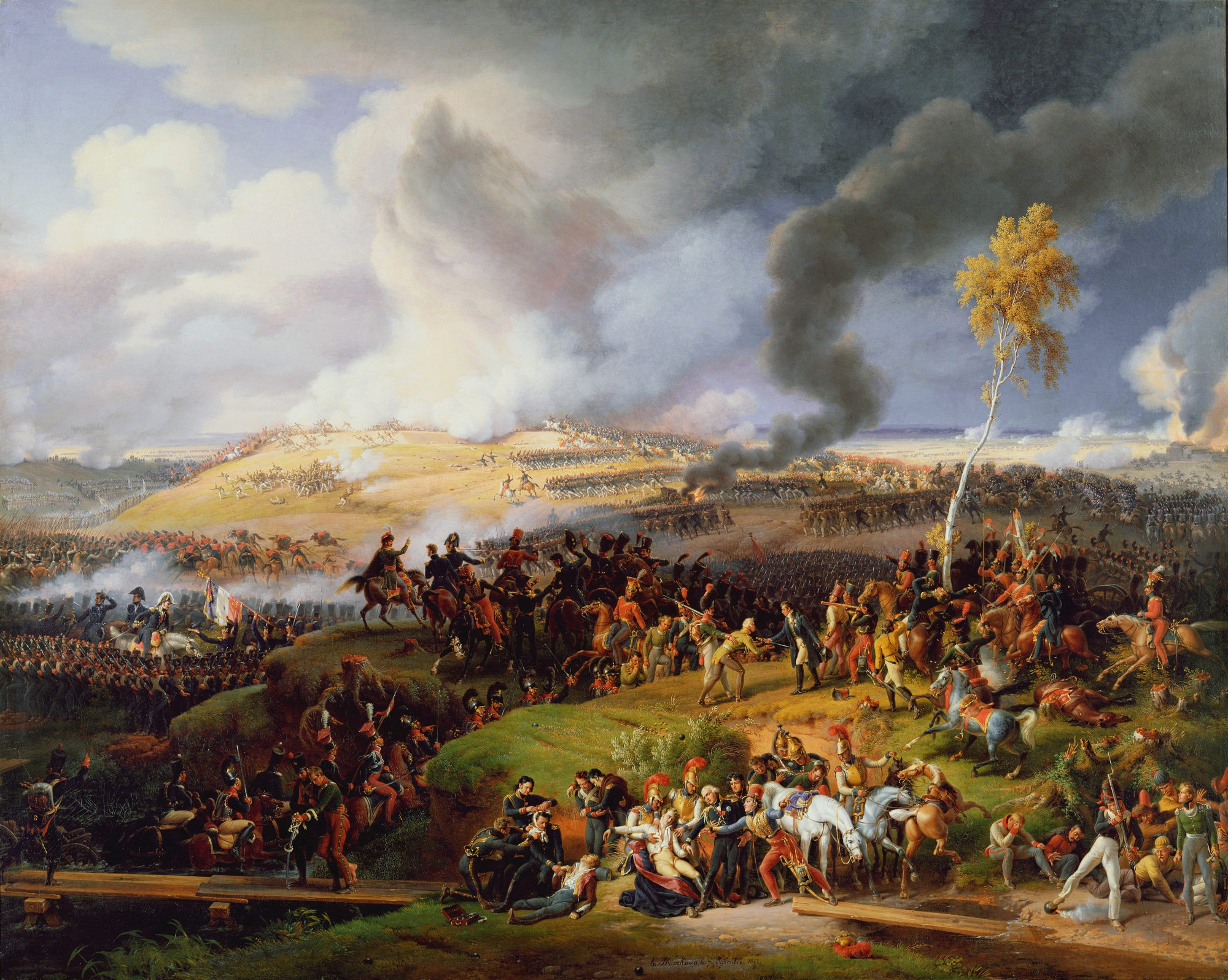
A Batalha de Borodino, pintado por Louis Lejeune. A batalha foi uma das maiores e mais sangrentas das Guerras Napoleônicas.

O Tratado de Tilsit de 1807 resultou na Guerra Anglo-Russa (1807–1812). O imperador da Rússia, Alexandre I, declarou guerra ao Reino Unido após um ataque inglês contra a Dinamarca em setembro de 1807. Os ingleses apoiavam a frota sueca durante a Guerra Finlandesa e conseguiram vitórias contra os russos no Golfo da Finlândia em julho de 1808, e novamente em agosto de 1809. Contudo, o sucesso do exército russo em terra forçou a Suécia a assinar a paz, em 1809, e com a França, em 1810, se juntando então ao Bloqueio Continental contra a Grã-Bretanha. Ainda assim, após 1810, as relações entre os franceses e os russos começaram a se deteriorar. Em abril de 1812, o Reino Unido, a Rússia e a Suécia assinaram um pacto secreto contra Napoleão.
Um dos assuntos centrais na tênue paz que se seguiu ao tratado de Tilsit foi a questão polonesa. Napoleão e Alexandre I divergiam sobre a forma como o país deveria ser, tornando-se uma nação semi-independente sob controle de ambos. Como o autor Charles Esdaile notou, "havia a ideia implícita de que uma Polônia russa seria, é claro, uma guerra contra Napoleão". O historiador Paul Schroeder diz que a questão polonesa foi "a causa maior" da guerra de Napoleão contra a Rússia, mas ele completa afirmando que o fato do governo russo passar a se recusar a se unir ao Bloqueio Continental também foi um fator importante.
Em 1812, no auge do seu poder e influência na Europa, Napoleão invadiu a Rússia com seu Grande Armée (o exército imperial), apoiado por milhares de soldados de Estados satélites e aliados. A sua força de invasão consistia em quase 650 000 homens (incluindo 270 000 franceses e os demais sendo de nações subservientes ao Império, como alemães, poloneses e italianos). Os exércitos napoleônicos cruzaram o rio Neman, em 24 de junho de 1812. A Rússia proclamou então a "Grande Guerra Patriótica" para resistir à invasão estrangeira. Napoleão afirmou que o motivo central da guerra era pela Polônia. Assim, os poloneses, em apoio, forneceram 100 000 homens a Bonaparte. Apesar das expectativas polonesas, Napoleão não fez concessões para a Polônia, pois ele queria usar aquele território para futuras negociações com a Rússia.

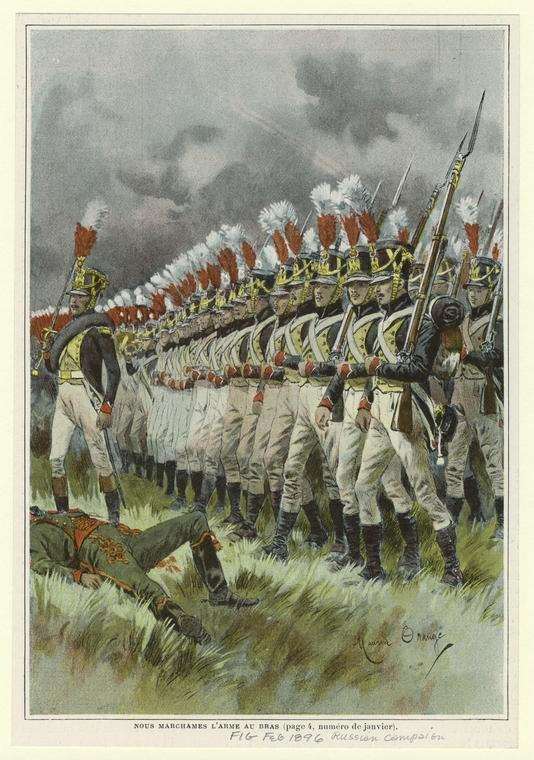
O exército francês na Rússia, em 1812.

O Grande Armée de Napoleão foi avançando pela Rússia, enfrentando pouca resistência e travando batalhas de pequena intensidade. O primeiro grande confronto, a Batalha de Smolensk, ocorreu entre 16 e 18 de agosto, resultando em uma contestada vitória francesa. Durante esse período, o marechal Nicolas Oudinot foi detido na Batalha de Polotsk por uma tropa russa comandada pelo general Peter Wittgenstein. Isso impediu que os franceses chegassem a São Petersburgo. A principal coluna do exército francês, liderada por Napoleão, marchava até Moscou.
Os russos implementaram táticas de terra arrasada, importunando o Grande Armée com a cavalaria leve cossaca. O exército francês não conseguiu se adaptar ao novo cenário adverso. Assim, logo nas primeiras semanas, os franceses começaram a sofrer pesadas baixas.
Ao mesmo tempo, o exército russo recuou por pelo menos três meses. A tática de retirada era liderada pelo marechal Michael Andreas Barclay de Tolly e o príncipe Mikhail Kutuzov, feito comandante-em-chefe pelo czar Alexandre I. A política de evitar combates e destruir o terreno, era interrompida por batalhas pequenas. Porém alguns confrontos de grande intensidade aconteceram, como a Batalha de Borodino, em 7 de setembro de 1812. A luta aconteceu nas cercanias de Moscou e foi uma das mais sangrentas das Guerras Napoleônicas, envolvendo 250 000 homens e resultando em 70 000 baixas. Seu resultado foi, no quadro geral, indecisivo, mas deu uma leve vantagem a Napoleão. Bonaparte terminou controlando a região, mas não destruiu o exército russo e nem capturou seus líderes. Longe da França, Napoleão foi forçado a esticar suas linhas de suprimento e ele não tinha como receber reforços, fazendo com que cada perda fosse sentida. Já a Rússia, com uma população enorme, podia repor suas baixas rapidamente.
Napoleão entrou em Moscou a 14 de setembro de 1812, após uma nova retirada por parte do exército russo. A população de Moscou já havia, na sua grande maioria, seguido o governo e abandonou a cidade. Então, o governador da cidade, Fyodor Rostopchin, ordenou que Moscou fosse queimada. Alexandre I se recusava a capitular e qualquer proposta de paz feita pelos franceses era recusada. Em outubro, sem possibilidade clara de uma vitória, Napoleão começou a desastrosa retirada do seu exército da Rússia.

Napoleão se retirando da Rússia, pintado por Adolph Northen.

Na Batalha de Maloyaroslavets, em outubro de 1812, os franceses tentaram chegar à cidade de Kaluga, onde poderiam encontrar comida e outros suprimentos. Mas o exército russo bloqueou o seu caminho. Napoleão foi forçado a se retirar pela mesma rota que o levou a Moscou, indo pelas áreas destruídas nas estradas próximas a Smolensk. Nas semanas seguintes, o Grande Armée de Napoleão foi pego no meio do inverno russo, sofrendo com, além do frio, a falta de suprimentos e as constantes ações de guerrilha das milícias russas.
Quando o que sobrou do exército de Napoleão cruzou o rio Berezina em novembro de 1812, apenas 27 000 retornaram em boa ordem, com outros 380 000 sendo mortos ou dados como desaparecidos, além de outros 100 000 capturados. Bonaparte foi direto para Paris, para preparar sua defesa contra os russos e a campanha se encerrou formalmente em 14 de dezembro, quando os últimos soldados franceses retornaram da Rússia. Os russos também sofreram, perdendo 210 000 homens, mas eles podiam repor essas baixas rapidamente, algo que os franceses não conseguiriam.

## Guerra da Sexta Coalizão(1812–1814)
A França estava aparentemente exaurida após a fracassada invasão da Rússia, com Napoleão perdendo mais da metade do seu exército. Vendo nisso uma oportunidade, a Prússia, a Suécia, a Áustria e vários Estados alemães decidiram reiniciar as hostilidades e declaram guerra à França. O imperador francês afirmou que ergueria um novo exército, tão grande quanto aquele que havia levado à Rússia. Bonaparte rapidamente recrutou entre 30 000 e 130 000 homens de nações do leste que ainda eram leais a ele. Conscrições também começaram na França e depois de alguns meses, ele já tinha 400 000 soldados (a maioria com pouca experiência em combate). Os franceses eventualmente fizeram avanços na Europa oriental, infligindo aos aliados 40 000 baixas nas batalhas de Lützen (2 de maio de 1813) e Bautzen (20–21 de maio de 1813). Estas batalhas envolveram mais de 250 000 soldados, fazendo desta uma das maiores fases das guerras. O ministro de relações exteriores da Áustria, Klemens von Metternich, propôs, em novembro de 1813, uma oferta de paz à França. Seria permitido a Napoleão reter o título de imperador, mas o país teria que restaurar suas "fronteiras naturais", abrindo mão das suas possessões na Itália, Alemanha e Holanda. Napoleão ainda tinha esperanças de vencer a guerra e rejeitou os termos apresentados. Em 1814, contudo, os franceses estavam recuando em todas as frentes. Os aliados da Coalizão agora avançavam rumo ao norte da França e ameaçavam flanquear a cidade de Paris (a capital do império). Napoleão teria então aceitado as propostas de Metternich para paz, mas já era tarde demais e os aliados rejeitaram qualquer acordo para cessar as hostilidades que não envolvesse sua abdicação.

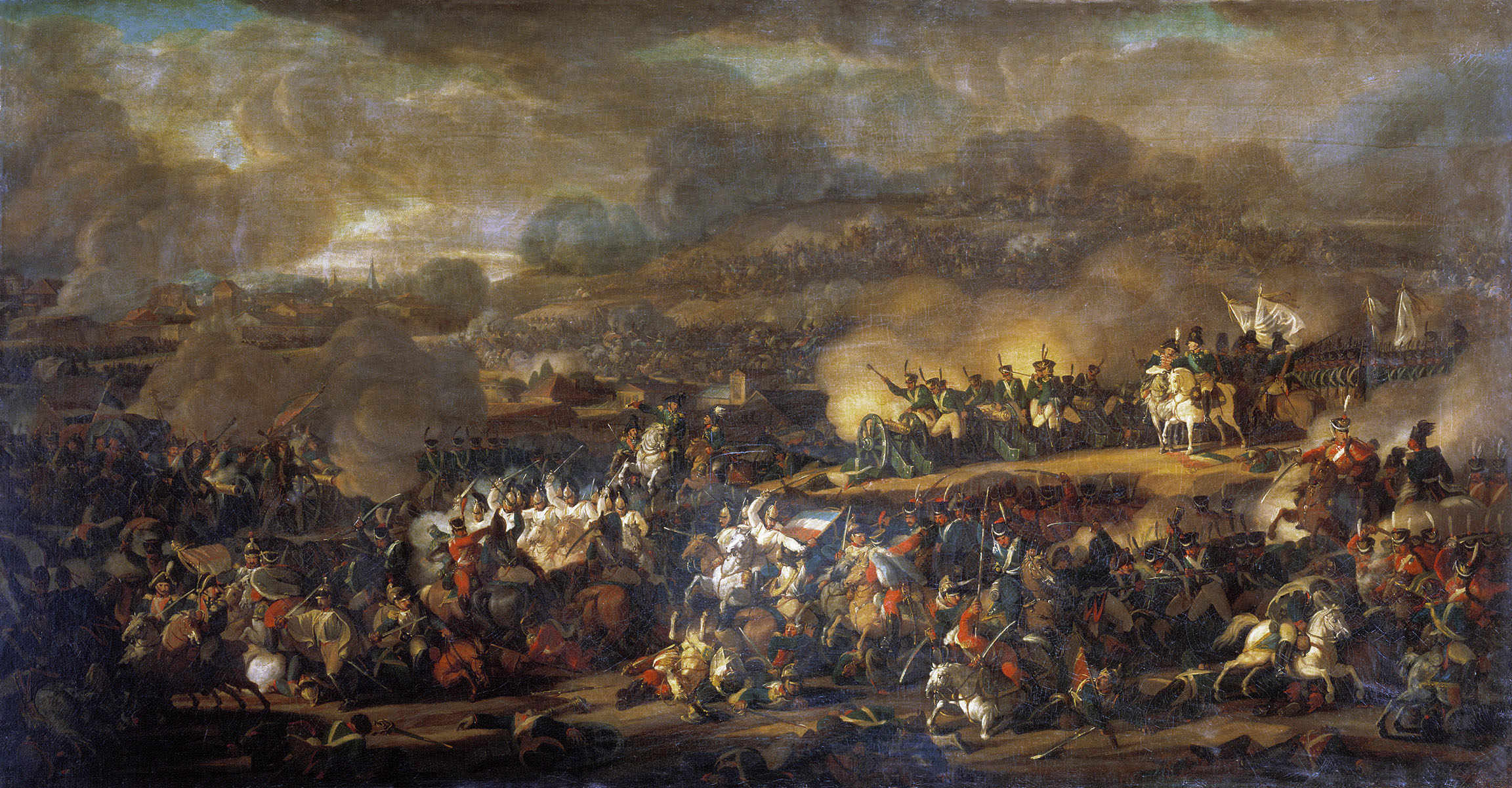
A Batalha de Lípsia envolveu mais de soldados de diversas nacionalidades, fazendo desta a maior batalha na Europa até a Primeira Guerra Mundial, no começo do século XX.

Enquanto isso, na Guerra Peninsular, Arthur Wellesley lançou novamente os exércitos anglo-portugueses em ofensivas pela Espanha após o ano novo de 1812, cercando e capturando as cidades fortificadas de Rodrigo e Badajoz. Em julho, uma tropa francesa foi derrotada na importante Batalha de Salamanca. Enquanto os franceses tentavam se reagrupar, os aliados entraram em Madri e depois avançaram sobre a cidade de Burgos, antes de ter que recuar de volta a Portugal após os franceses ameaçarem um grande contra-ataque. Como consequência da campanha em Salamanca, a França teve que encerrar seu longo cerco a Cádis e recuar das províncias de Andaluzia e Astúrias.
Em um movimento estratégico, Wellesley planejou mover a sua base de suprimentos principal de Lisboa até à cidade de Santander. Tropas anglo-portuguesas, apoiadas por rebeldes espanhóis, avançaram então pelo norte da Espanha e tomaram o estratégico município de Burgos. Em 21 de junho, na Batalha de Vitória, tropas inglesas, portuguesas e espanholas venceram as forças de José Bonaparte, encerrando de vez o poder francês na Espanha. Os franceses então recuaram para fora de praticamente toda a Península Ibérica, indo além da região de Pireneus.
Os beligerantes declararam então um armistício a 4 de junho de 1813 (que continuou até 13 de agosto) onde ambos os lados usaram o período para recuperar suas perdas e se reorganizar. Neste meio tempo, a Áustria se comprometeu a se unir na sua totalidade à Coalizão contra a França (mesmo com a filha do imperador Francisco I sendo a esposa de Napoleão). Os austríacos mobilizaram dois grandes exércitos, adicionando 300 000 homens às forças da Coalizão na Alemanha. No total, os Aliados mobilizaram 800 000 soldados no teatro de operações alemão.

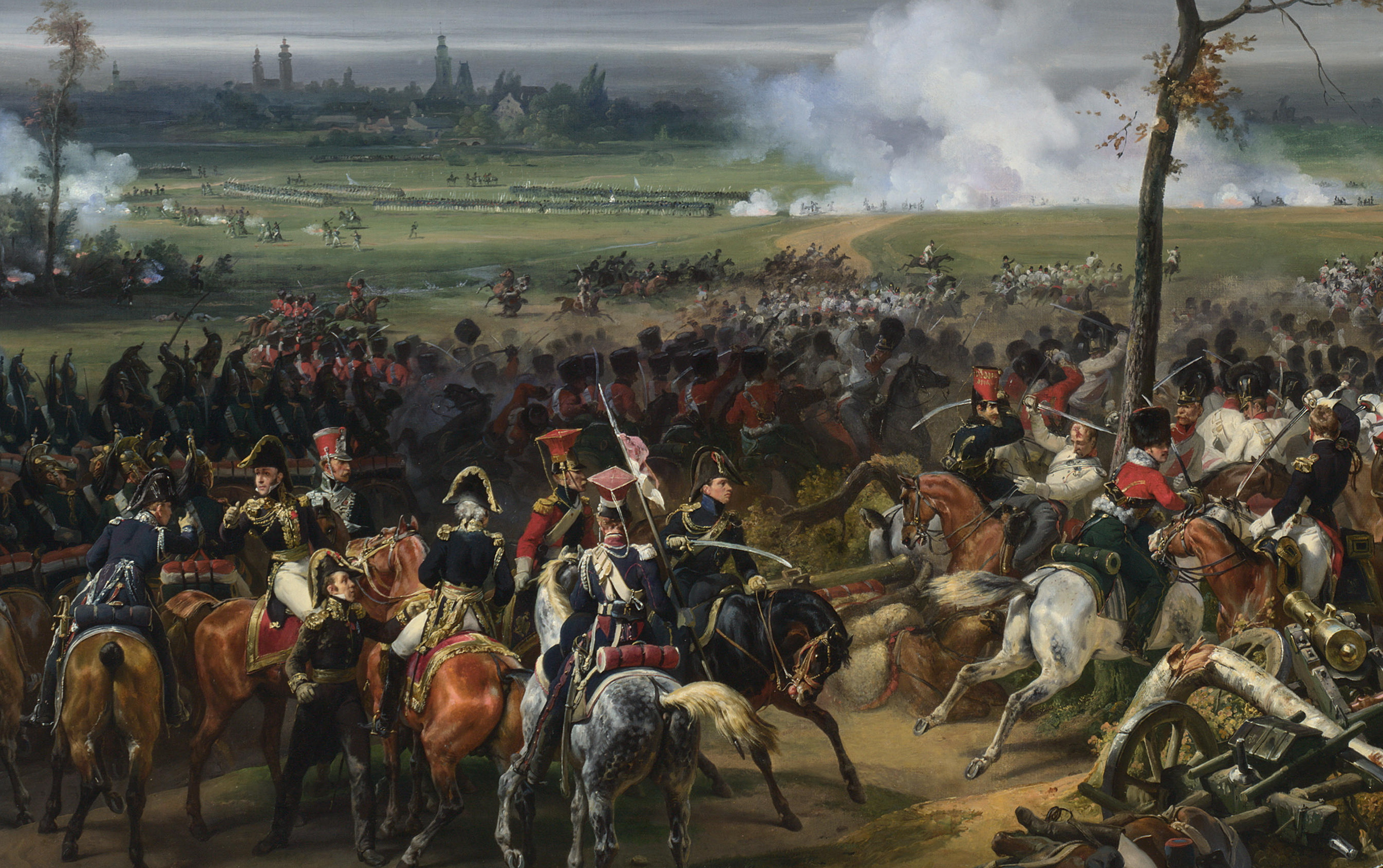
A Batalha de Hanau (30–31 de outubro de 1813) foi travada entre uma força Austro-Bávara e soldados franceses.

Napoleão reuniu as tropas imperiais, recrutando soldados de todas as regiões subordinadas a ele, chegando a 650 mil homens — porém apenas 250 mil estavam sob seu controle direto, com outros 120 mil liderados por Nicolas Charles Oudinot e 30 mil com Louis Davout. A maioria de suas tropas não francesas vinham dos Estados alemães da Confederação do Reno, especialmente da Saxônia e da Baviera. Além disso, ao sul, na Itália, havia Joaquim Murat no comando dos exércitos de Nápoles e Eugênio de Beauharnais, rei da Itália, que comandavam mais 100 mil homens. Na Espanha havia mais 150 mil a 200 mil tropas francesas fatigadas, que recuavam da luta na Península Ibérica e com 100 mil tropas inglesas, espanholas e portuguesas no seu encalço. No geral, as forças aliadas tinham mais que o dobro de tropas do que os franceses. Após os Estados alemães desertarem Napoleão, a sua desvantagem numérica passou a ser superior a 4 para 1.
Após o fim do curto armistício de junho-agosto de 1813, Napoleão retomou a iniciativa e partiu para a ofensiva, derrotando uma tropa russa, austríaca e prussiana na Batalha de Dresden (Agosto de 1813). A vitória foi importante, com os franceses vencendo uma luta contra um inimigo numericamente superior e sofrendo poucas baixas no processo. Contudo, a segunda parte da ofensiva, que estava nas mãos dos seus marechais, acabou fracassando e assim Bonaparte não conseguiu capitalizar em cima desta vitória. Napoleão recuou para além do rio Elba e se posicionou ao redor da cidade de Lípsia, no leste da Alemanha, para proteger sua principal rota de suprimentos. As forças da Coalizão convergiram sobre ele, com as tropas prussianas vindo de Wartenburg, e os russos e austríacos vindo de Dresden (que havia sido reconquistada após a vitória aliada sobre os generais de Napoleão na Batalha de Kulm), além de reforços vindos do norte constituído majoritariamente por militares suecos. Na subsequente Batalha das Nações, travada no norte da Saxônia (entre 16 e 19 de outubro de 1813), 191 000 soldados franceses lutaram contra mais de 430 000 soldados da Coalizão. O combate foi violento, com quase 100 000 homens perecendo (somando as baixas de ambos os lados). Os franceses acabaram sendo superados pelo absurdo número de tropas dos aliados e Napoleão foi forçado a recuar até a fronteira franco-alemã. Uma série de batalhas de média e pequena intensidade foram travadas (incluindo a Batalha de Arcis-sur-Aube, lutada em solo francês), mas a desvantagem numérica era demasiada grande e Napoleão não conseguiu montar uma defesa coesa. Após a sua derrota em Lípsia, os Estados alemães da Confederação do Reno (outrora seus aliados) se voltaram contra a França e passaram a apoiar a Coalizão. Seu último aliado significativo era o Reino da Dinamarca e Noruega, mas estes estavam isolados e preferiram fazer a paz com as demais potências europeias, firmando o Tratado de Kiel de janeiro de 1814.

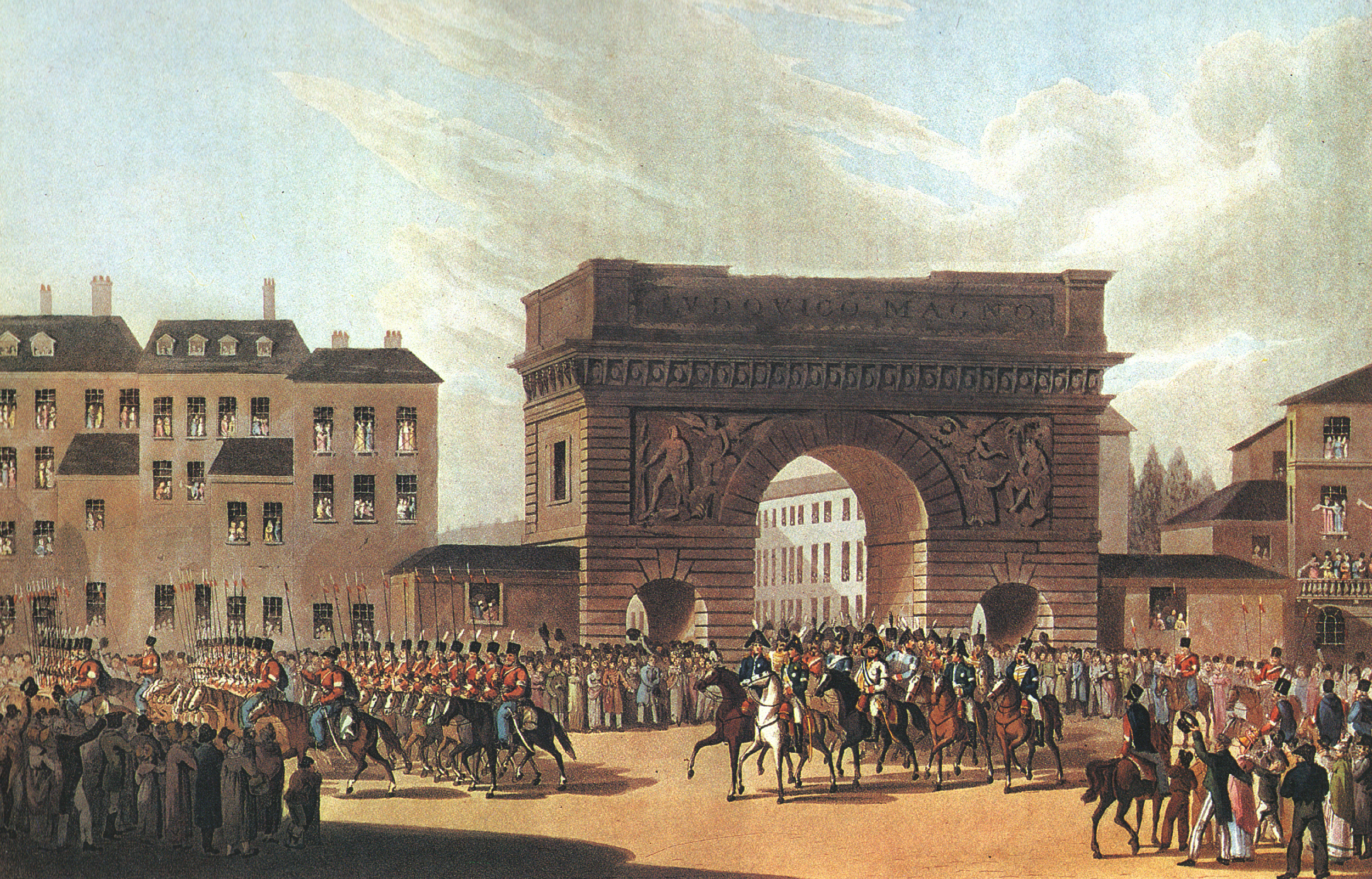
O exército russo entra em Paris, em 1814.

Ao fim de março de 1814, após uma curta batalha, as tropas da Coalizão marcharam sobre Paris. Antes disso, Napoleão travou, no nordeste da França, a chamada Campanha dos Seis Dias, onde tentou desesperadamente deter o avanço aliado sobre a capital do seu império. Apesar de ter conquistado algumas vitórias estratégicas, ele não cumpriu o seu objetivo maior de salvar Paris. Naquele momento, ele tinha pelo menos 70 000 homens, contra mais de 500 000 soldados da Coalizão que invadiam a França pelo leste. Nesse meio tempo, pelo Tratado de Chaumont (9 de março de 1814), as potências europeias da Coalizão se comprometeram a continuar lutando até que Napoleão estivesse derrotado totalmente.
Mesmo com a derrota iminente, a queda de Paris e o colapso do seu exército, Napoleão estava determinado a continuar lutando. Ele continuou a convocar o povo francês a lutar e chamou suas tropas e conscritos a se apresentar, mas o retorno foi pouco. Os seus marechais também não tinham intenção de seguir com a guerra, reconhecendo que a situação havia chegado a um ponto sem retorno. Finalmente, a 6 de abril de 1814, Napoleão abdicou do trono. Contudo, ainda havia combates de pequena intensidade acontecendo na Itália, Espanha e Holanda durante a primavera daquele ano.
As potências aliadas da Coalizão decidiram exilar Napoleão na ilha de Elba, garantindo a ele soberania sobre o lugar mas sob vigilância marítima da esquadra inglesa (que patrulhava a região) do Mediterrâneo. Foi decidido também restaurar os Bourbons no trono francês, colocando no poder Luís XVIII. Tudo foi formalizado pela assinatura do Tratado de Fontainebleau, em 11 de abril de 1814. Representantes das principais potências europeias então se reuniram no Congresso de Viena e começaram a trabalhar no processo de reconstrução do mapa político da Europa.

## Guerra da Sétima Coalizão (1815)

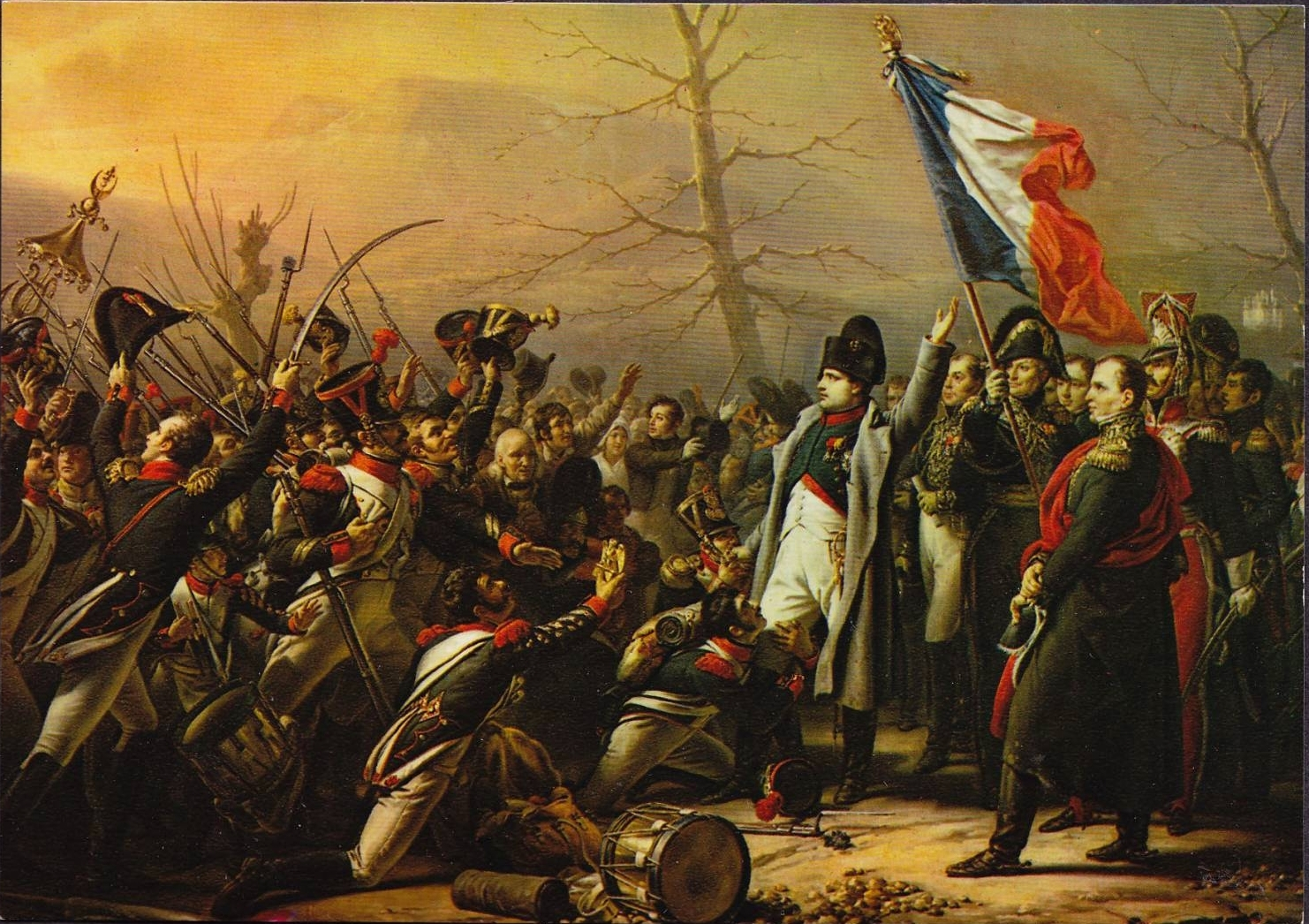
Napoleão retornando a França, em fevereiro de 1815, sendo aclamado por suas tropas.

Ao fim da Guerra da Sexta Coalizão a paz veio à Europa novamente, mas não por muito tempo ou da forma desejada. As potências que outrora lutaram juntas contra Napoleão começaram a bater boca no Congresso de Viena a respeito do novo mapa do continente. Na França, o novo governo de Luís XVIII se tornava cada vez mais impopular. Percebendo a situação agora mais favorável, Napoleão Bonaparte planejou sua fuga da Ilha de Elba, que ficava a apenas dois ou três dias pelo mar da costa francesa. Com pequenos barcos e acompanhado de um pequeno destacamento de membros da sua Guarda Imperial, ele desembarcou em Golfe-Juan, na Costa Azul da França, em 28 de fevereiro de 1815. Tropas reais francesas foram enviadas para interceptá-lo mas estas mudaram de lado ao vê-lo e marcharam com Bonaparte até Paris.
A notícia que Napoleão regressara ao poder na França, em fevereiro de 1815, varreu a Europa e logo uma nova Coalizão antibonapartista (a sétima) foi formada, composta pelo Reino Unido, a Rússia, a Prússia, a Suécia, a Suíça, a Áustria, a Holanda e vários pequenos Estados alemães. A restauração de Napoleão foi curta (período conhecido como o Governo dos Cem Dias). As potências Europeias rapidamente reuniram um gigantesco exército de mais 700 000 homens inicialmente, com mais reforços a caminho. O imperador francês conseguiu reunir apenas 280 000 soldados. Ele tentou convocar uma conscrição em massa, mas não foi muito bem-sucedido. Veteranos também foram chamados de volta ao serviço. Mesmo assim, a desvantagem numérica era demasiada grande. A Coalizão pretendia unir suas tropas e marchar juntos com um poder avassalador e superar os franceses com seu grande número.

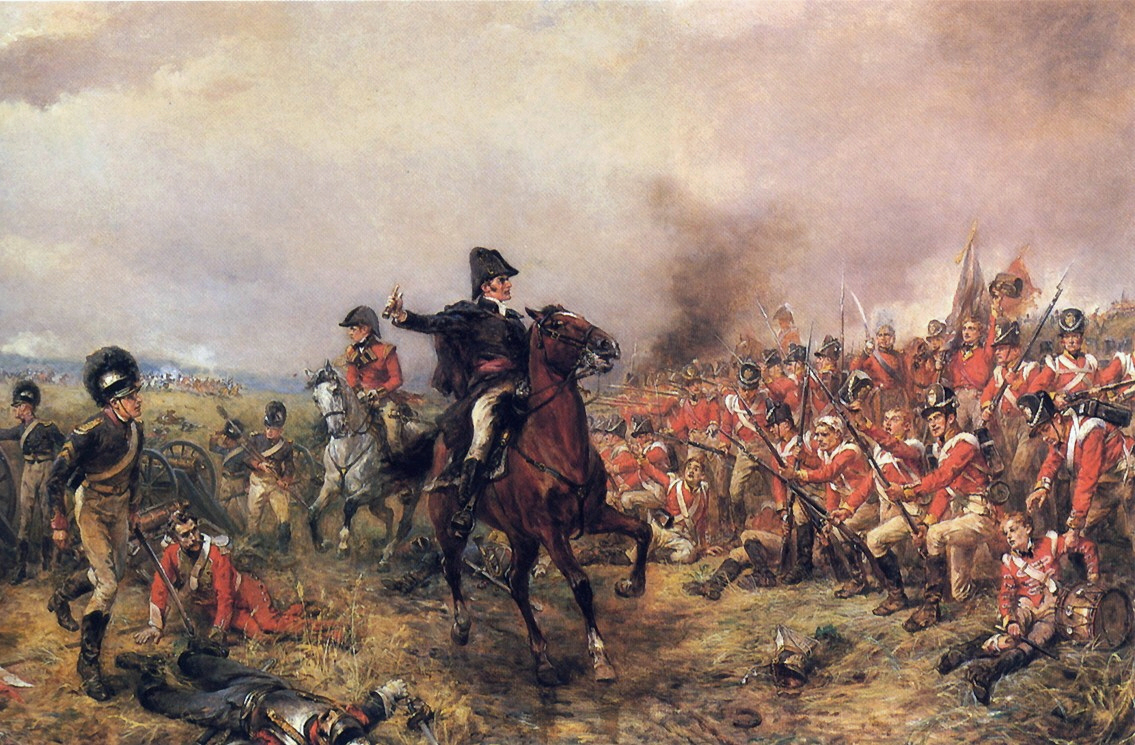
Wellington em Waterloo, por Robert Alexander Hillingford.

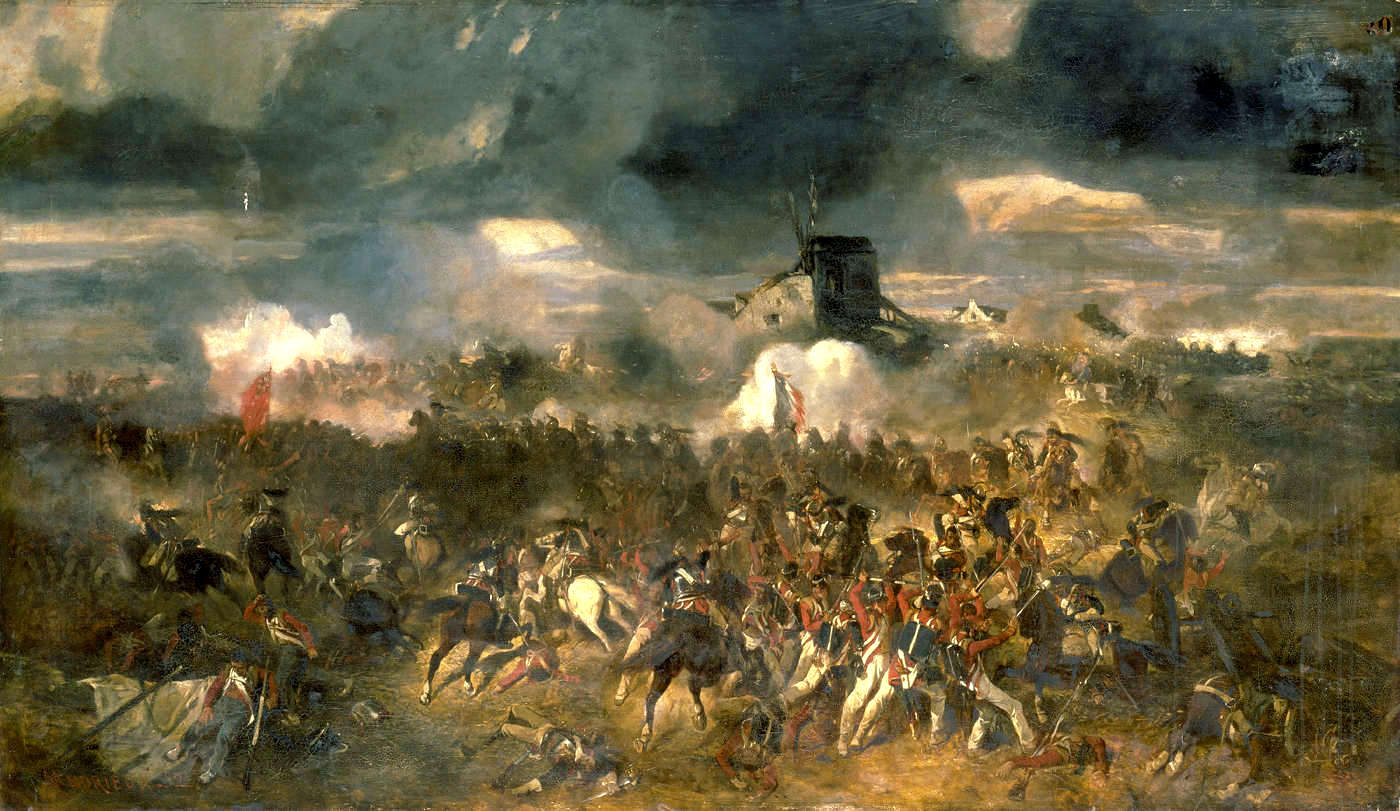
A batalha de Waterloo, em 1815.

Napoleão sabia que suas chances de vitória eram pequenas se enfrentasse de frente os exércitos unidos da Coalizão. Ele preferiu pegá-los separadamente e derrotá-los um a um, antes que pudessem combinar suas forças. Bonaparte tomou 124 000 homens do Exército do Norte e atacou as tropas aliadas estacionadas na Bélgica. Ele pretendia investir sobre as tropas inglesas e separá-las dos prussianos, inutilizando seus exércitos. Seu ataque inicial pegou seus inimigos de surpresa, forçando o recuo das tropas anglo-holandesas. Os prussianos haviam sido mais cautelosos, concentrando boa parte dos seus exércitos ao redor de Ligny (na província de Namur). Eles então lutaram para tentar deter ou ao menos atrasar o avanço francês, com o objetivo de dar tempo para as demais tropas aliadas se reagruparem. A 16 de junho de 1815, prussianos e franceses se enfrentaram na Batalha de Ligny, vencida por Napoleão. No mesmo dia, a ala esquerda do exército imperial da França, comandada pelo marechal Michel Ney, foi bem-sucedido em deter o avanço do Duque de Wellington, comandante das tropas inglesas, que pretendia se unir ao marechal Blücher e aos prussianos. Os britânicos, apoiados por holandeses e alemães, acabaram não resistindo ao avanço francês na Batalha de Quatre Bras. Ney não conseguiu cortar a retirada de Wellington, mas estes foram forçados a recuar, junto com os prussianos. Os ingleses montaram uma nova posição defensiva, no meio de uma escarpa, em terreno elevado, a alguns quilômetros das vilas de Waterloo, na Bélgica.
Napoleão levou então suas tropas para o coração da Bélgica, reunindo seus homens com os de Ney, para perseguir o exército britânico de Wellington. Ao mesmo tempo ele ordenou ao marechal Emmanuel de Grouchy para pegar a ala direita do exército e deter os prussianos enquanto estes estavam se reagrupando. Após uma série de erros de cálculo, tanto Grouchy e Napoleão falharam em perceber que os prussianos já haviam conseguido se reorganizar e já estavam se reagrupando perto do vilarejo de Wavre, mais perto de Wellington do que o antecipado. O sucesso dos exércitos da Prússia em se reagrupar rapidamente foi na falha de Napoleão em não conseguir quebrar sua retirada. Grouchy também não conseguiu persegui-los adequadamente. Assim, enquanto três corpos do exército prussiano marchavam rumo a Waterloo para apoiar os britânicos e seus aliados, a outra metade da tropa prussiana conseguiu segurar por um tempo as forças francesas do marechal Grouchy antes de recuar (batalha de Wavre, 18-19 de junho de 1815). No final, os 17 000 prussianos (comandados pelo general Johann von Thielmann) mantiveram ocupados 33 000 franceses por tempo suficiente para que estes não chegassem a tempo em Waterloo para ter um papel importante. Napoleão poderia ter sido bem-sucedido se esses homens tivessem chegado antes e reforçado suas linhas.

Mapa da campanha em Waterloo (1815).

Os franceses evitaram por um tempo avançar contra as posições britânicas em Waterloo, mas a 18 de junho de 1815 foi iniciada a batalha decisiva da Guerra da Sétima Coalizão. As tropas imperiais francesas atacaram logo pela manhã, avançando lentamente pelo terreno ruim (havia chovido na região durante toda a noite anterior). Ao fim da tarde, apesar de terem feito alguns progressos, os franceses falharam em expulsar as forças de Wellington das regiões elevadas de Waterloo. Quando os reforços prussianos chegaram e atacaram o flanco direito francês, ficou claro então que a estratégia de Napoleão deu errado. Os franceses tiveram de bater em retirada em desordem. Agora unidas, as tropas da Coalizão lançaram-se sobre a França. Bonaparte sabia que desta vez, o golpe proferido havia sido fatal.
O marechal Grouchy conseguiu recuar de forma organizada e levou seus soldados até Paris, onde o também marechal Davout tinha reunido 117 000 soldados prontos para enfrentar os 116 000 homens sob comando de Blücher e Wellington. Davout acabou sendo derrotado na Batalha de Issy (na região de Ilha de França) e decidiu então negociar sua rendição com a liderança das tropas da Coalizão.
Três dias após o fracasso em Waterloo, Napoleão chegou a Paris. Ele ainda tinha esperanças de conseguir montar uma nova defesa e se segurar no poder. Contudo, a Assembleia Nacional, e até mesmo a população francesa em geral, já não lhe favoreciam mais. Sem apoio político, Napoleão foi forçado a abdicar do trono uma segunda vez em 22 de junho de 1815. A 15 de julho se rendeu aos britânicos em Rochefort. Para evitar de cometer os mesmos erros do ano anterior, os Aliados desta vez exilaram Bonaparte na ilha de Santa Helena, milhares de quilômetros de distância da Europa. O antigo imperador francês ficaria lá, solitário, até sua morte em 5 de maio de 1821. Na França, os Bourbon foram novamente restaurados no trono. As potências regionais então começaram o chamado "Concerto da Europa", para restabelecer o balanço do poder no continente e garantir a velha ordem.
Enquanto isso, na Itália, foi inicialmente permitido a Joachim Murat, marechal e aliado de Napoleão, que ele mantivesse o título de rei de Nápoles. Percebendo, porém, que sua posição era precária ele partiu para lutar por seu trono na chamada Guerra Napolitana (março–maio de 1815). Murat esperava conquistar apoio de nacionalistas italianos que temiam o aumento da influência dos Habsburgos na península itálica. Murat fez então a Proclamação de Rimini incitando o povo italiano à guerra. Contudo, ele conseguiu pouco apoio popular e seu exército foi esmagado pelos austríacos na Batalha de Tolentino (2–3 de maio de 1815), forçando Murat a fugir. O ramo italiano da Casa de Bourbon foi recolocado no trono de Nápoles, com a ascensão de Fernando I em 20 de maio de 1815. Murat ainda fez outra tentativa de recuperar seu poder, mas foi preso e executado em outubro do mesmo ano. Este foi o último grande confronto instigado pelo legado direto de Napoleão na Europa.

## Efeitos políticos

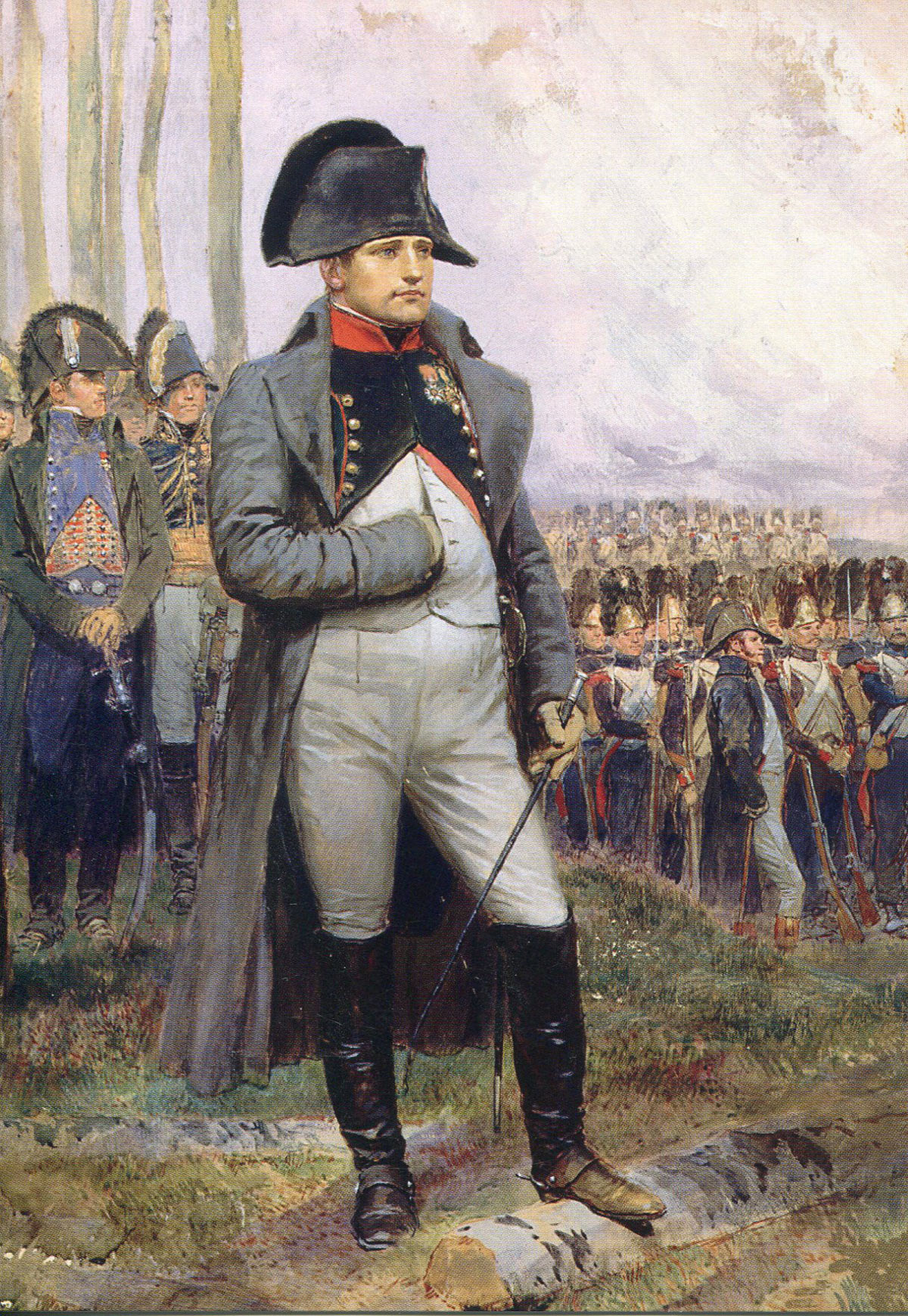
Napoleão Bonaparte, imperador dos franceses, em 1806.

As Guerras Napoleônicas trouxeram mudanças radicais a Europa, mas forças reacionárias voltaram ao poder no continente e tentaram reverter o legado da Revolução Francesa e do reinado de Napoleão. Em poucos anos, o imperador francês conseguiu trazer quase toda a Europa ocidental ao seu controle. Contudo, as guerras constantes de quase duas décadas contra a França feita pelas maiores potências do continente acabaram por colocar o país no chão. Ao fim dos conflitos, a França já havia perdido boa parte do seu poder e influência na Europa continental. Já o Reino Unido emergiu como a principal e inquestionável maior força do continente, com sua marinha de guerra alcançando supremacia naval pelo globo até meados do século XX.
Para muitos países europeus, ser subjugado pela França significou acesso a várias políticas liberais que ganharam notoriedade durante a Revolução Francesa, como democracia inclusiva, acesso ao devido processo legal nas cortes, abolição da servidão, redução do poder da Igreja Católica e exigência de alterações das monarquias para uma face mais constitucional e democrática. O clamor da emergente classe média, esta que cresceu através do comércio e da indústria, fez com que fosse difícil as classes dominantes restaurar as monarquias absolutistas. Assim, muitas nações conquistadas por Napoleão tiveram que manter várias reformas impostas a eles. Legados institucionais persistem até os dias atuais como os sistemas legais de códigos civis, baseados no chamado Código Napoleônico.
Durante o período napoleônico, o sentimento de nacionalismo, um movimento relativamente novo, se tornou mais significativo pelo continente. Isso moldaria o futuro da Europa pelo próximo século. Esse sentimento acabou com alguns países e fez outros surgirem, redesenhando drasticamente o mapa político europeu no século posterior à era napoleônica. Governos de feudos e aristocracias foram substituídos por ideologias nacionais baseadas em culturas em comum e origens. Mais importante, o reino de Bonaparte sobre a Europa plantou as sementes para as fundações das nações-estado da Alemanha e Itália, consolidando a identidade nacional dos povos, reinos e principados que formavam esses países, facilitando sua unificação. Ao fim das guerras, a Dinamarca teve que ceder à Noruega a Suécia, mas como os noruegueses haviam assinado sua própria constituição em 17 de maio de 1814, os suecos tiveram que lutar pelo direito de ter a Noruega. O resultado da união da Suécia com a Noruega deu mais independência aos noruegueses do que quando estavam sob o jugo dinamarquês. A Noruega se tornaria uma nação completamente independente em 1905. Outro país criado foi o Reino Unido dos Países Baixos, feito com o propósito de ser um Estado tampão contra as pretensões da França. Esta nação foi dissolvida em duas quando a Bélgica se tornou independente em 1830.

O mapa da Europa após o Congresso de Viena de 1815.

As guerras napoleônicas também influenciaram acontecimentos na América Latina, nas colônias da Espanha e Portugal. O conflito enfraqueceu a autoridade e poder militar espanhol, especialmente após a sua marinha ter sido destroçada na batalha de Trafalgar. Várias revoltas aconteceram na América espanhola como consequência da deterioração política na metrópole. Na América portuguesa, o Brasil experimentou pela primeira vez uma maior autonomia política após a transferência das cortes de Lisboa para o território brasileiro, que posteriormente recebeu os status de reino unido. Após a ocupação francesa de Portugal, as ramificações políticas se espalhariam e levariam a chamada Revolução Liberal de 1820. Com o regresso da Corte real para Lisboa, o Brasil não aceitou retornar aos status de colônia, declarando sua independência em 7 de setembro de 1822.
Após as guerras, foi instaurado o Congresso de Viena (1814–1815) para restaurar as velhas fronteiras e restabelecer governos que haviam sido depostos, tentando formar um novo equilíbrio de poder no continente. Este novo balanço garantiu umas décadas de paz pela Europa entre as nações (mas não internamente, com revoluções ainda acontecendo). Houve também mais integração política e econômica, além de novas ondas migratórias. A instabilidade política instigou, principalmente, a emigração europeia para as Américas, especialmente para os Estados Unidos, que recebeu mais de 30 milhões de imigrantes europeus entre 1815 e 1914.
Outro conceito que emergiu do Congresso de Viena foi a noção de uma Europa mais unificada. Após sua derrota, Napoleão se remoeu com o fato de que sua ideia de uma "Associação Europeia" pacífica e livre não aconteceu. Contudo, as guerras Napoleônicas de fato empurraram esta noção para a realidade, trazendo uma maior padronização entre os países em relação a formas de governo, moedas e sistemas legais. Mais ou menos um século e meio depois, contudo, a ideia de uma maior unificação no continente novamente ganhou força e em 1957 foi criada a União Europeia.

## Legado militar

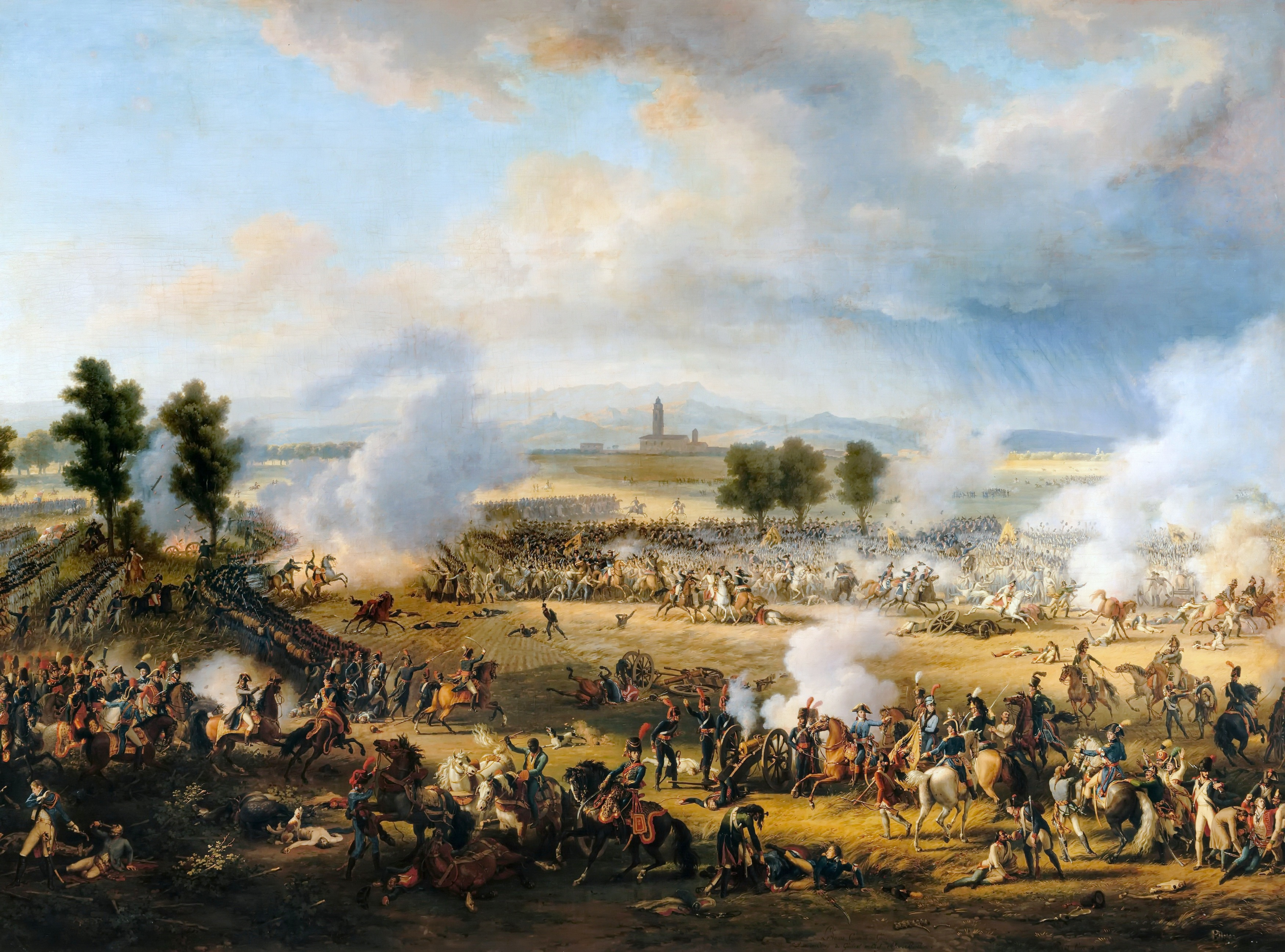
Em 1800, Bonaparte levou o exército francês além dos Alpes, eventualmente derrotando os austríacos na Batalha de Marengo.

As Guerras Napoleônicas tiveram um grande impacto militar. Antes de Napoleão, os países europeus tinham exércitos regulares relativamente pequenos, composto de soldados nacionais e mercenários. Os militares regulares eram bem profissionais. Os exércitos dos Antigos Regimes podiam apenas colocar pequenas quantidades de tropas em campo de uma vez, com uma logística limitada. Assim, era difícil reunir exércitos maiores que 30 000 homens sob um único comando em uma batalha.
Contudo, foi na segunda metade do século XVIII que os visionários militares começaram a reconhecer o potencial de todo um país em guerra: a chamada "nação em armas".
A escala do tamanho dos conflitos na Europa aumentou consideravelmente no período das guerras revolucionárias francesas e no subsequente conflito na era napoleônica. Antes disso, era incomum ver em batalha mais do que 30 000 soldados em cada lado. A inovação francesa de dividir o exército em corpos (permitindo a um único oficial comandar mais do que 30 000 homens de uma vez) e também viver da terra (o que permitia aos exércitos convocar mais homens sem ter que igualmente pedir por mais suprimentos através de reservas e cargas) permitiu à república francesa conseguir reunir mais tropas em campo do que seus tradicionais oponentes. Napoleão subsequentemente assegurou que as divisões no exército fossem separadas de forma mais eficiente do que nos tempos em que a República operava como um único exército, permitindo que ele reunisse um exército maior que os seus oponentes. Isso forçou seus adversários a reunir tropas cada vez maiores, inovando também, forçando as tradicionais nações europeias a iniciar conscrições em massa, que tiveram enormes consequências políticas.

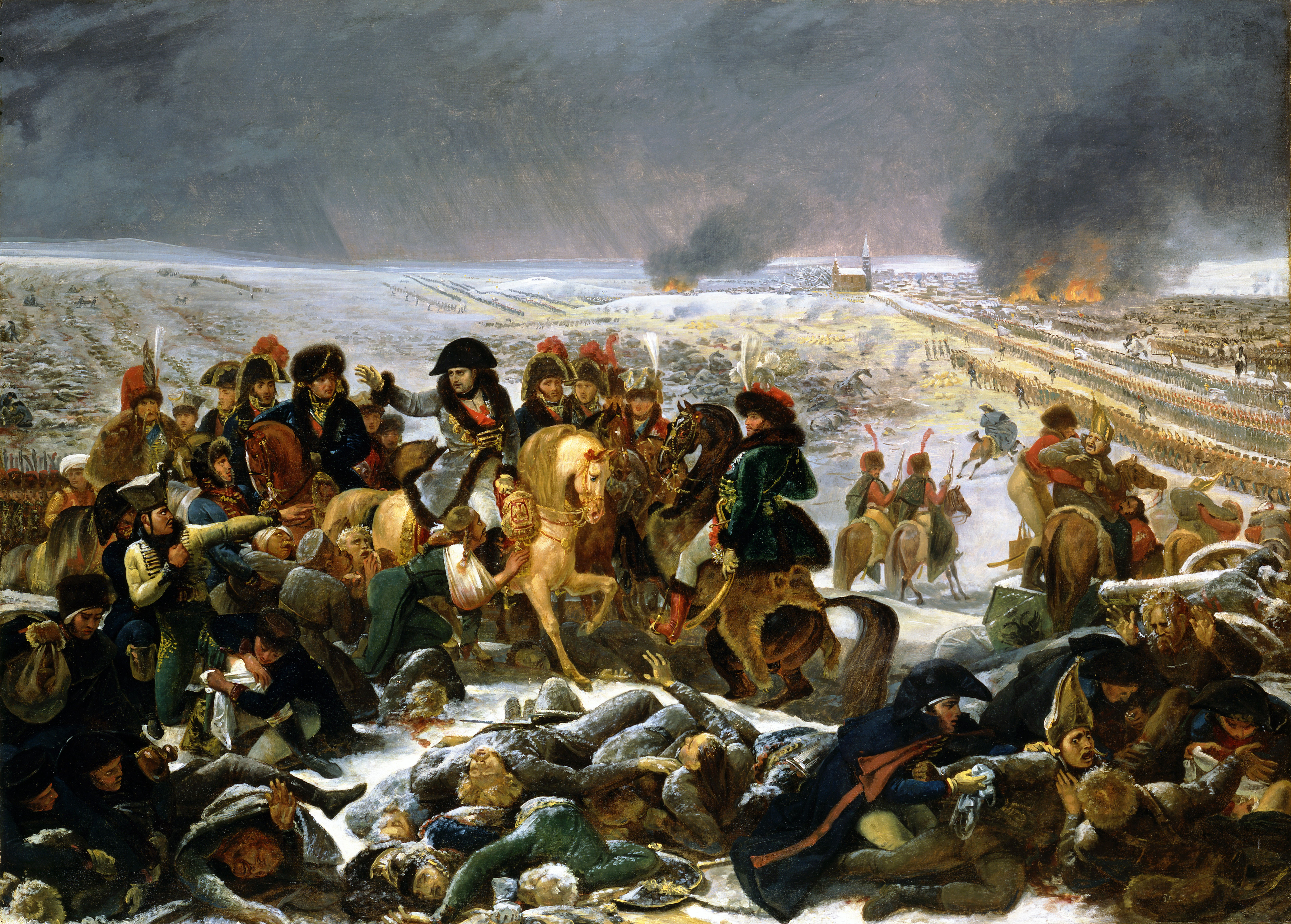
Napoleão nos campos de Eylau.

Na batalha de Marengo, a luta final que encerrou a Guerra da Segunda Coalizão, foi travada com pelo menos 60 000 homens em ambos os lados. Na batalha de Austerlitz, que encerrou a Terceira Coalizão, envolveu mais de 160 000 soldados. Na batalha de Friedland, que levou a paz com a Rússia, em 1807, envolveu 150 000 homens. Esses tipos de batalhas, com um número tão grande de combatentes, eram raras em conflitos anteriores.
Com as derrotas sofridas em terra para Napoleão, as potências europeias tiveram de se renovar e convocaram conscrições em massa para que eles pudessem superar o exército francês no campo. Já na batalha de Wagram de 1809, cerca de 300 000 soldados se digladiaram. Em Leipzig, pelo menos 500 000 homens lutaram no geral, sendo que 150 000 terminaram mortos ou feridos.
Durante as guerras napoleônicas, pelo menos um milhão de soldados franceses foram mortos ou feridos (ou sofreram alguma invalidez), uma proporção maior para o país, se comparado com o tamanho da população, do que durante a Primeira Guerra Mundial. No geral, pelo menos 5 000 000 de soldados europeus foram mortos (incluindo por doenças).
A França tinha a segunda maior população da Europa (atrás da Rússia) no fim do século XVIII com seus 27 milhões de habitantes (comparado com 12 milhões do Reino Unido e 30 a 40 milhões do Império Russo). Os estrategistas militares franceses então se aproveitaram do levée en masse (as conscrições em massa). Antes dos esforços de Napoleão, Lazare Carnot foi um dos líderes na reorganização dos exércitos franceses de 1793 a 1794. Neste período, a situação da França nas guerras revolucionárias havia melhorado, com os exércitos republicanos avançando em todas as frentes.

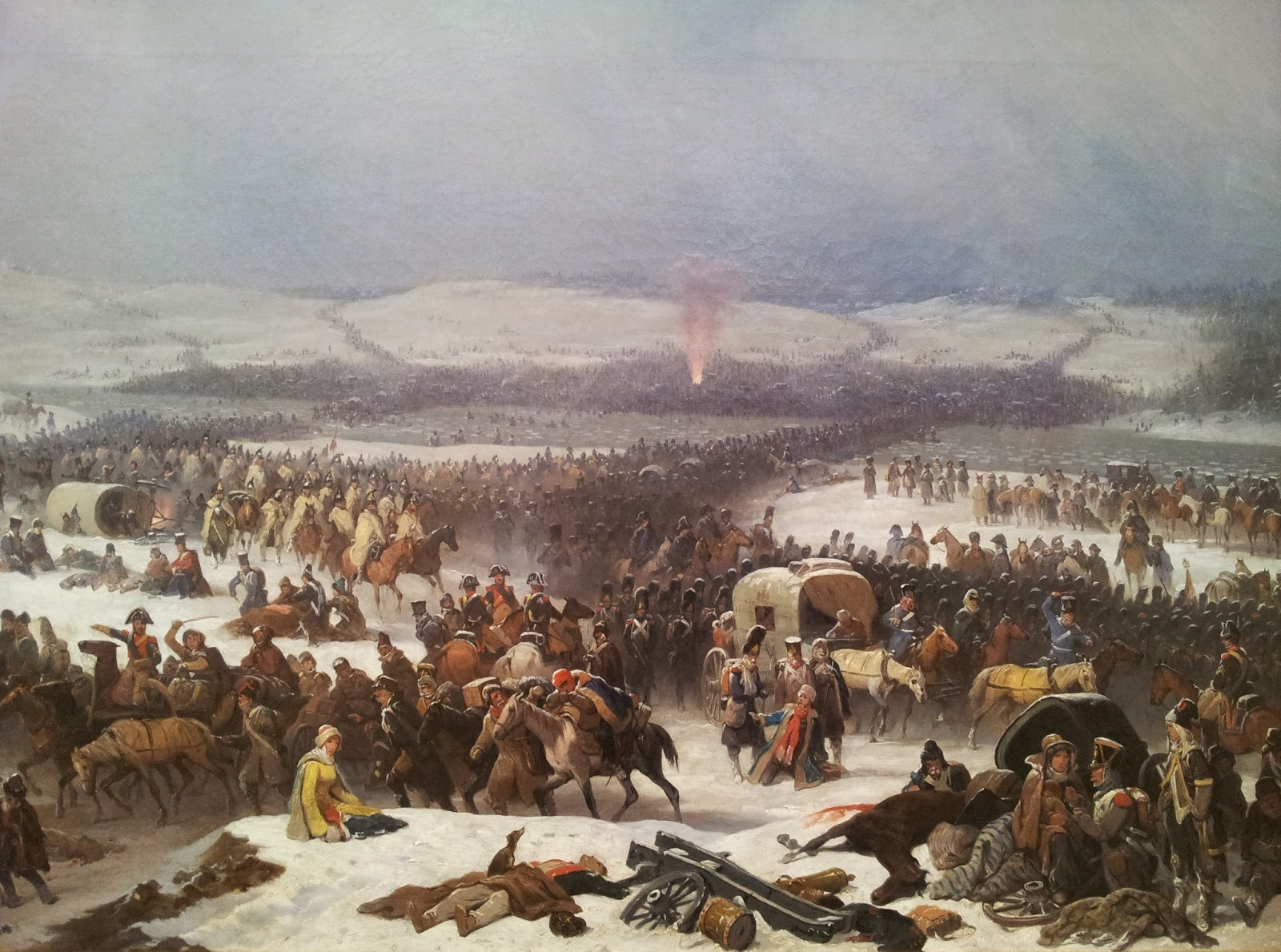
Napoleão se retirando da Rússia, em 1812. Seu Grande Armée sofreu pesadas perdas na campanha e nunca se recuperaria.

O tamanho crescente dos exércitos europeus sinalizava uma mudança nítida na história militar do continente. Durante os conflitos nos séculos anteriores, como a Guerra dos Sete Anos (1756–1763), poucos países tinham exércitos superiores a 200 000 no total, com as nações não conseguindo reunir mais do que 30 000 soldados no campo. Em contraste, o exército francês recrutou, durante a década de 1790, cerca de 1,5 milhão de homens, apesar de não conseguir manter todos ao mesmo tempo no serviço ativo. Problemas com suprimentos e doenças impediam que exércitos grandes fossem postos em campo. Na verdade, a França não tinha condições financeiras de recrutar grandes quantidades de tropas.
Nas guerras napoleônicas, cerca de 2,8 milhões de franceses lutaram no solo e outros 150 000 no mar. Assim, no geral, 3 milhões de cidadãos franceses serviram nas forças armadas nos vinte e três anos de guerra desde a fundação da República (em 1792) até a queda do Império (em 1815).

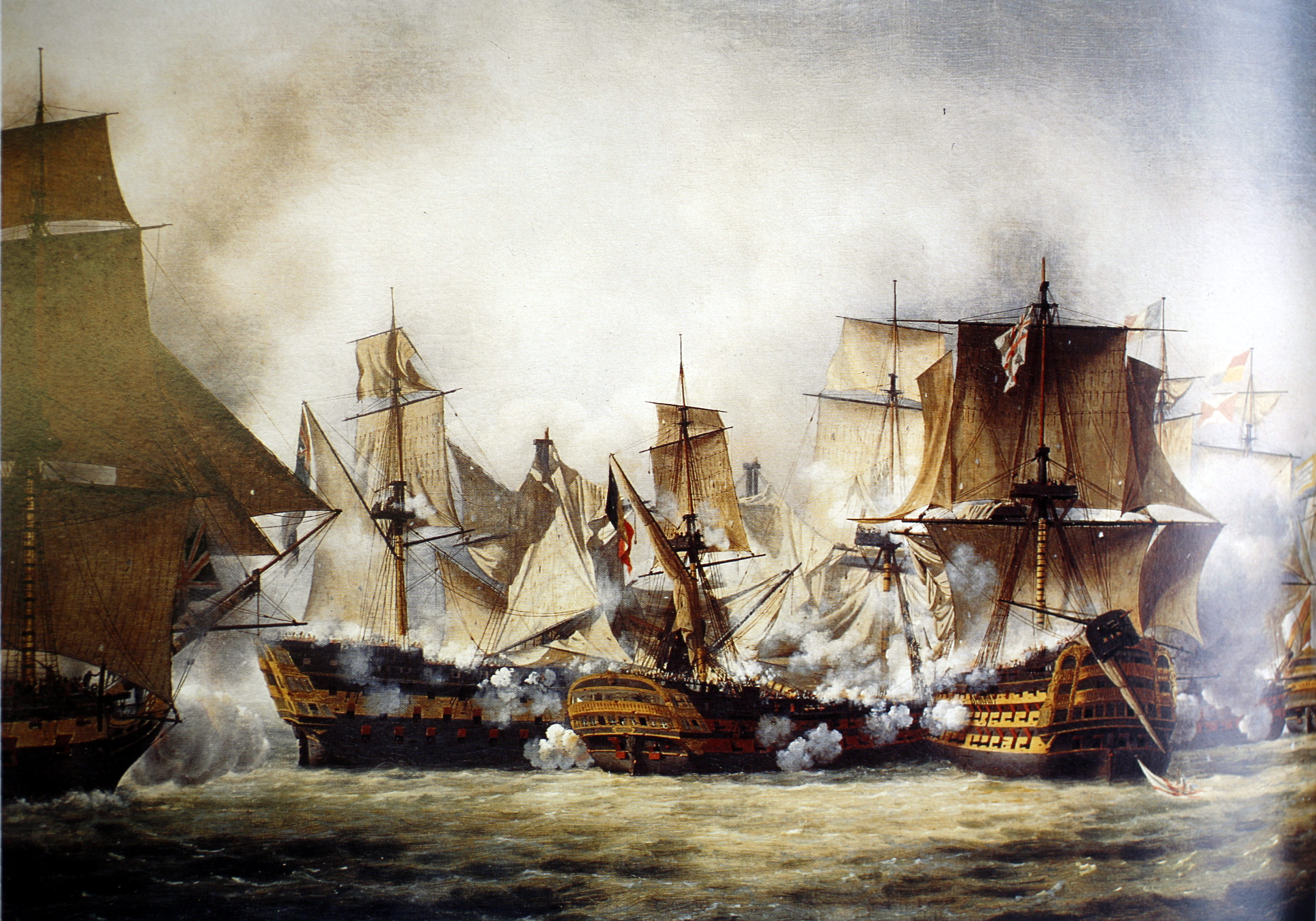
Frota francesa e inglesa se combatendo na decisiva Batalha de Trafalgar. A Inglaterra se saiu vitoriosa deste confronto.

O Reino Unido tinha 750 000 homens em armas entre 1792 e 1815, uma grande expansão considerando que eles tinham apenas 40 000 soldados regulares em 1793. O auge chegou em 1813, quando 250 000 soldados estavam no serviço ativo. No decorrer desta guerra, pelo menos 250 000 marinheiros serviram na Royal Navy (a marinha de guerra britânica). Em setembro de 1812, a Rússia tinha mais de 900 000 homens em sua infantaria. Entre 1799 e 1815, cerca de 2,1 milhões de homens serviram no exército. Outros 200 000 estavam na marinha. Na época, havia uma discrepância entre o tamanho dos exércitos no papel e a força que os países realmente podiam colocar em campo. Os russos, por exemplo, tinham uma tropa de 900 000 homens, mas dificilmente poderiam recrutar mais do que 250 000 para campanhas.
Não há números consistentes para o tamanho dos exércitos dos outros beligerantes. No auge do conflito (na Sexta Coalizão), os austríacos tinham pelo menos 576 000 nas forças armadas e praticamente nenhuma marinha. Porém, não conseguiam reunir mais do que 250 000 em campo. Depois da Grã-Bretanha, a Áustria foi o inimigo mais persistente da França no decorrer da guerra, com mais de um milhão de soldados servindo no exército durante o desenrolar do conflito. Seu maior exército operacional foi uma força homogênea e sólida reunida em 1813 quando conseguiram colocar 140 000 homens em campo durante campanhas na Alemanha e 90 000 na Itália e nos Bálcãs. Contudo, a Áustria começou a sofrer enormemente devido à falta de pessoal. Assim, seus generais e oficiais começaram a adotar táticas mais conservadoras e não tomar tantos riscos, em uma tentativa de limitar suas perdas.

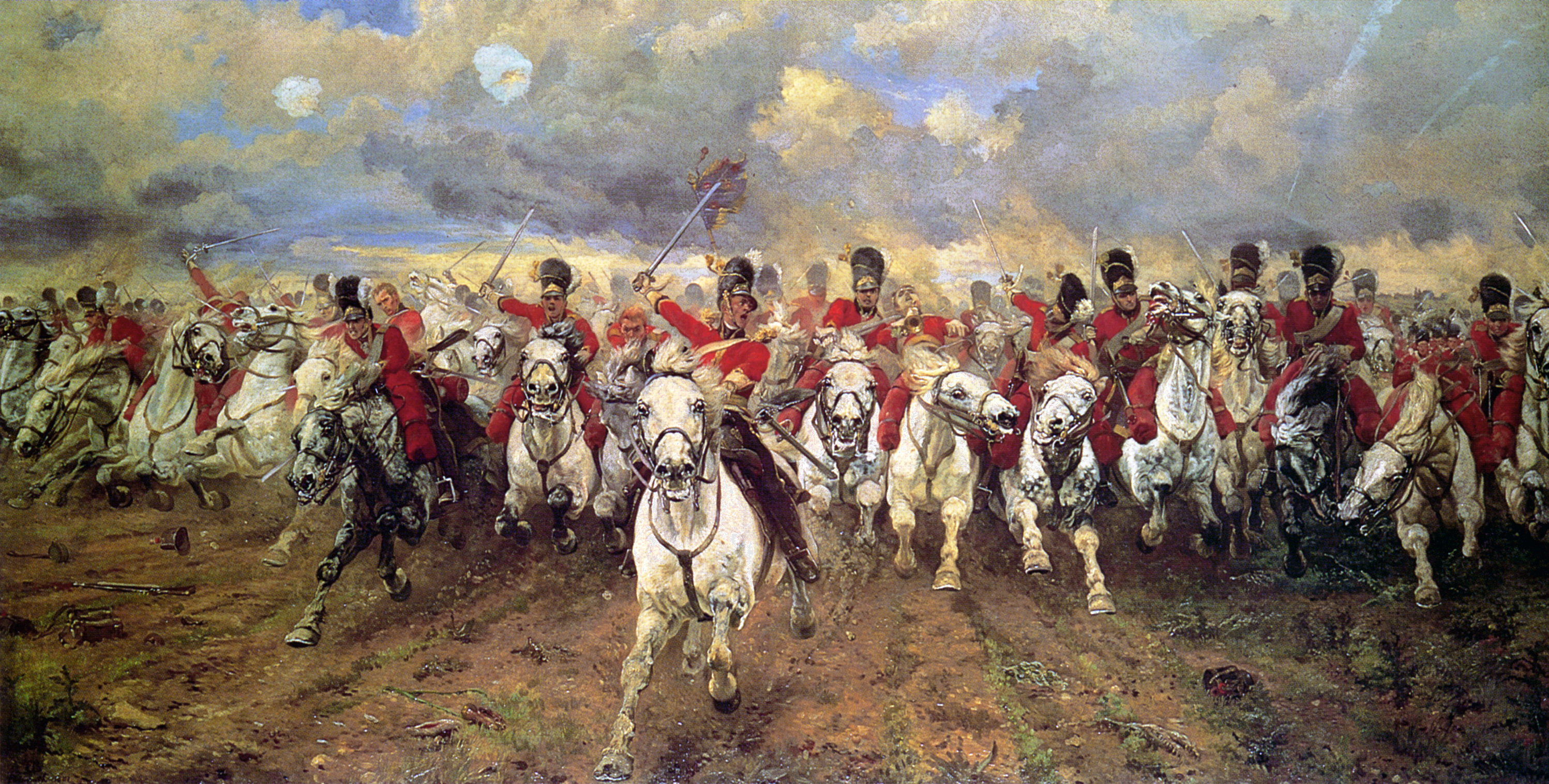
Militares (de origem escocesa) do exército britânico lutando contra Napoleão, em 1815.

A Prússia tinha um dos melhores exércitos da Europa. Contudo, eles não conseguiam mobilizar mais que 320 000 soldados em um determinado tempo. Entre 1813 e 1815, enquanto o grosso do seu exército (cerca de 100 000 homens) era de fato conhecido por sua determinação e competência, o resto não era uma força estável, composto por milicianos e voluntários de talentos variados. Ainda assim, a maioria destas tropas se saíam bem e mostravam bravura diante de situações adversas, mesmo que às vezes faltasse profissionalismo e bons equipamentos, se comparado aos soldados regulares. Durante as campanhas feitas em 1813, 130 000 homens estavam envolvidos nas operações militares, sendo 100 000 atuando na Alemanha e os outros 30 000 sendo usados para cercar as guarnições francesas perto das fronteiras.
Já a Espanha não conseguia recrutar mais do que 200 000 soldados no exército, além de 50 000 homens que lutavam nas guerrilhas. Além disso, o Império Otomano (que se envolveu muito pouco neste conflito), a Itália, o Reino de Nápoles e o Ducado de Varsóvia não conseguiam reunir e organizar mais do que 100 000 homens em armas. Ainda assim, países pequenos pela Europa também podiam recrutar bons exércitos, mas apenas no papel pois na realidade havia falta de recursos e essas tropas eram, na maioria dos casos, de qualidade duvidosa. O tamanho e a qualidade das tropas das nações co-beligerantes, ainda que não muito significativo, era bem-vindo por parte das potências continentais da Coalizão.
Durante a invasão da Rússia de 1812, o percentual de tropas de origem francesa que serviam no Grande Armée de Napoleão era de aproximadamente 50% dos 685 000 soldados recrutados. Os outros aliados do Império Francês forneceram os demais homens, como as nações da Confederação do Reno, a Polônia, os países que formavam a península itálica e a Espanha. Quando, entre 1813 e 1814, várias dessas nações mudaram de lado e passaram a apoiar a Coalizão, eles providenciaram uma boa ajuda à Coalizão, enquanto privavam Napoleão de suas muito necessárias buchas de canhão.

### Inovações
Os estágios iniciais da Revolução Industrial foram muito ligados às crescentes necessidades militares para produzir armamentos e outros suprimentos para tropas cada vez mais crescentes em números. O Reino Unido se tornou o maior produtor de armas do continente. Esta produção de arsenal foi usada para suprir as forças da Coalizão no decorrer dos conflitos. A França era a segunda maior produtora de armamentos, equipando suas tropas e das nações da Confederação do Reno e seus aliados.

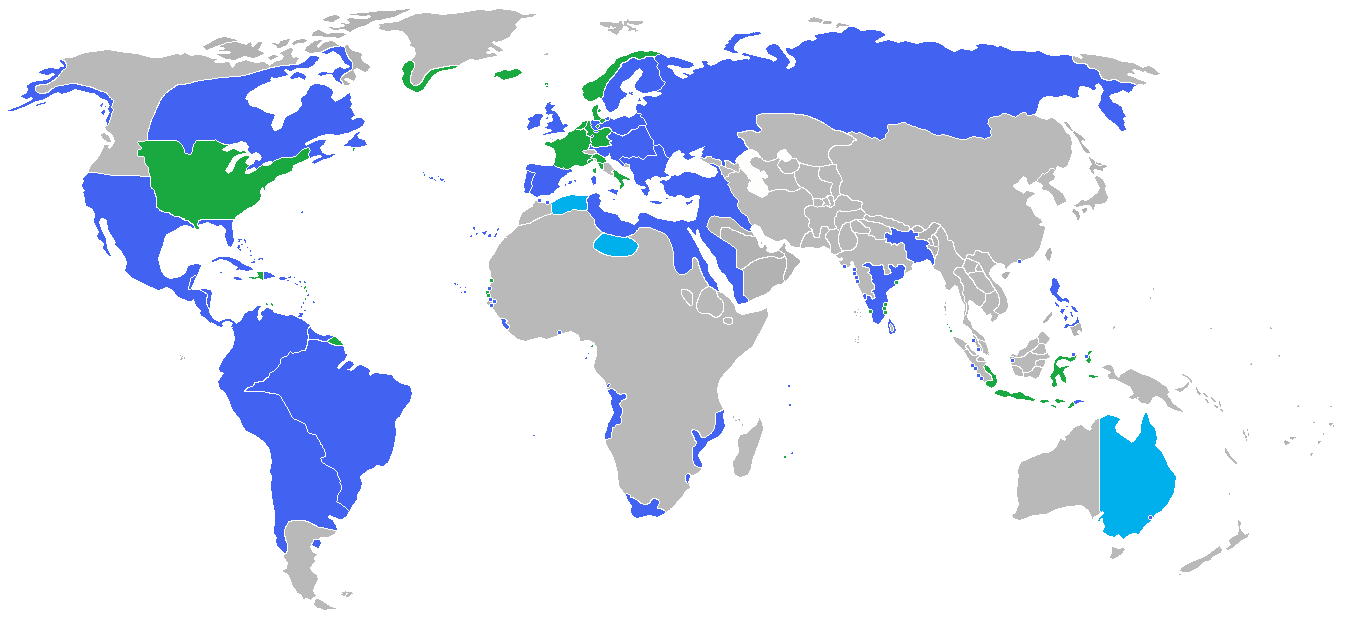
Todos os participantes das Guerras Napoleônicas. Azul: A Coalizão, suas colônias e aliados. Verde: O Primeiro Império Francês, seus protetorados e colônias, aliados e co-beligerantes.

O próprio Napoleão mostrou tendências inovadoras para o uso da mobilidade de suas forças para enfrentar problemas como, principalmente, desvantagens numéricas nos campos de batalha, como ele mostrou nas suas campanhas contra tropas austro-russas em 1805, especialmente na Batalha de Austerlitz. O exército francês reorganizou o papel da artilharia, formando grupos móveis e independentes, ao invés das arcaicas formações militares.
Outras áreas que afetaram a arte da guerra foram melhorias na comunicação entre os comandantes e suas tropas. Uso de aeronaves de vigilância quando os franceses usaram balões de ar para espiar em posições de tropas da Coalizão e guiar a artilharia, sendo usado pela primeira vez na batalha de Fleurus, de junho de 1794.

### Guerra total
Historiadores discutem como as Guerras Napoleônicas se tornaram guerras totais. A maioria dos acadêmicos apontam que o aumento de tamanho e intensidade do conflito vem de duas fontes. A primeira era o choque ideológico entre os ideias revolucionários/igualitários e o sistema conservador/hierárquico. A segunda é o aumento do nacionalismo na França, Alemanha, Espanha e em outros países que fez deste conflito a "guerra do povo" ao invés de confrontos entre monarcas. O historiador David Bell argumenta que mais importante que ideologia ou nacionalismo, foi a transformação intelectual na cultura da guerra, que veio do Iluminismo. Um fator, ele diz, é que a guerra já não era mais um evento rotineiro, mas sim uma experiência transformadora para a sociedade. Em segundo lugar, os militares emergiram em seu próprio direito como uma esfera separada da sociedade, se distanciando do ordinário mundo civil. A Revolução Francesa fez de cada cidadão parte da máquina de guerra nacional, desde um soldado conscrito, até uma peça vital do maquinário apoiando a luta de casa, dando suprimentos ao exército (trabalhando nas indústrias e fazendas). Assim, segundo Bell, surgiu a ideia de "militarismo", a crença de que os membros das forças armadas têm um papel moralmente superior ao de um civil em tempos de crise. O exército se tornou a essência da alma da nação. Como o próprio Napoleão uma vez proclamou, "é o soldado que fundou a República e é o soldado que a mantém".